# Provincia di Cosenza

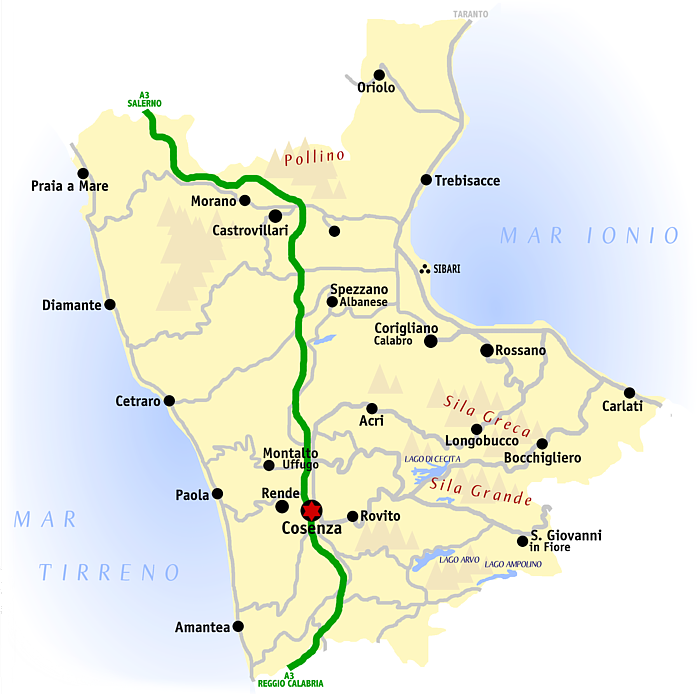
Mappa della Provincia di Cosenza

La provincia di Cosenza è una provincia italiana della Calabria di 668 321 abitanti, con capoluogo Cosenza. Con un territorio di 6709 km², è la quinta provincia d’Italia per estensione e la seconda del Mezzogiorno. È inoltre la provincia più popolosa della Calabria.
Affacciata a ovest sul Mar Tirreno e a est sul Mar Ionio, confina a nord con la Basilicata (province di Potenza e di Matera), a sud con le province di Catanzaro e di Crotone. Corrisponde, grosso modo, ai territori dell'antica provincia di Calabria Citeriore, dalla quale ha ereditato anche i simboli. Il territorio cosentino è piuttosto variegato, caratterizzato da una prevalenza di montagne e colline a dispetto di aree pianeggianti, ma con ampi tratti di costa e con i suoi 150 comuni è la prima provincia calabrese per numero di comuni. Ospita, presso Arcavacata di Rende, l'Università della Calabria, il campus universitario più grande d’Italia.

## Geografia fisica

### Territorio

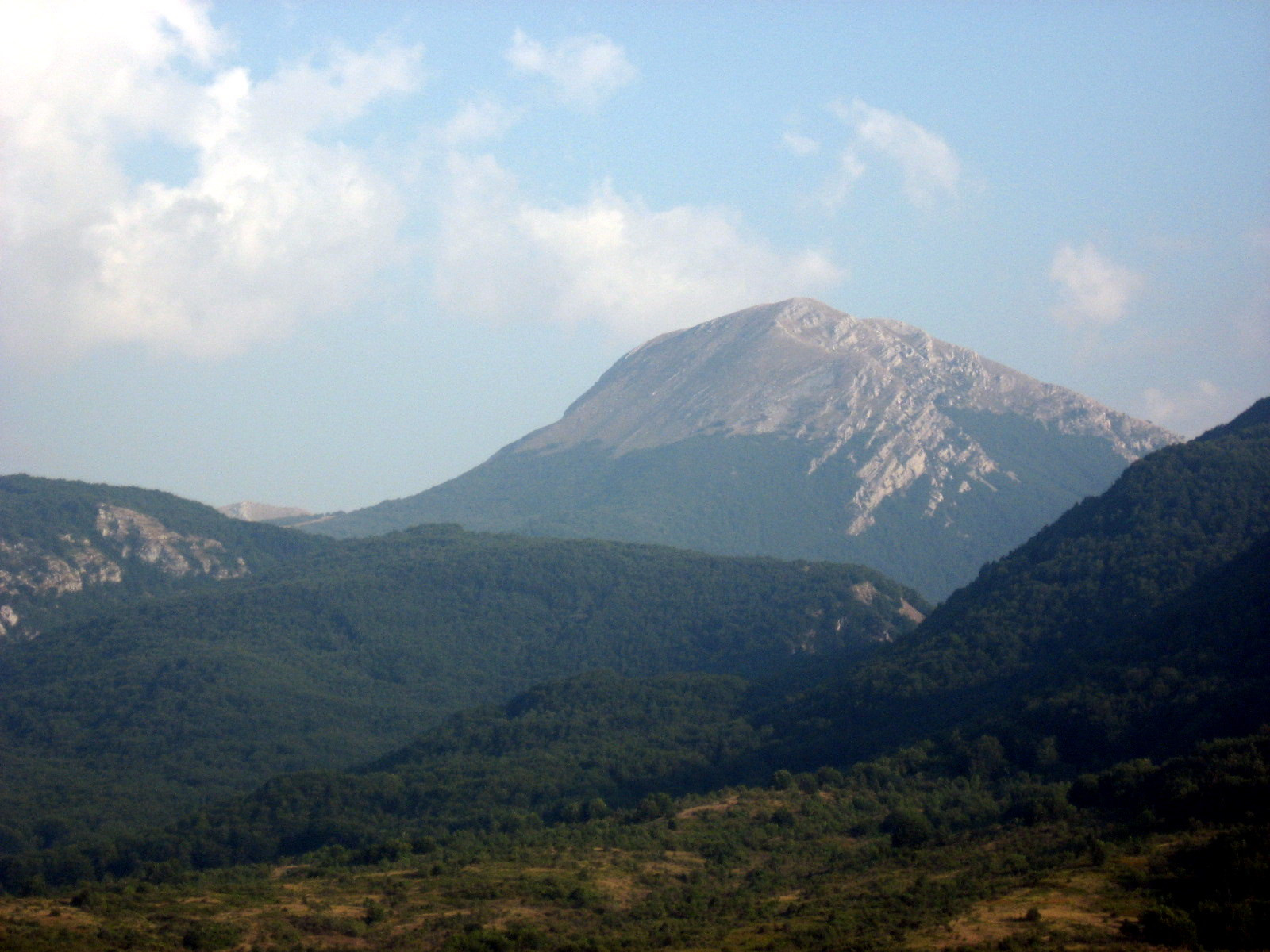
Il Pollino

Fanno parte del territorio provinciale la catena del Pollino (2248 m) a nord, la catena costiera dell'Appennino Paolano sul Tirreno, l'Orsomarso e il massiccio montuoso della Sila. Vi sono numerose valli; le principali sono la Valle del Crati e la Valle del Savuto, ed un'area pianeggiante, quella di Sibari. Sono presenti tre grandi laghi artificiali, Cecita-Mucone, Arvo e Ampollino, ed altri di minori dimensioni. Il fiume più lungo della regione Calabria è il Crati, che partendo dalla Sila, attraversa l'omonima valle, dove è situato il capoluogo Cosenza, e la piana di Sibari per sfociare nel mar Ionio.
Vi sono da citare certamente il Golfo di Policastro, a nord/ovest al confine con la Basilicata tirrenica, e il Golfo di Corigliano, a nord/est che comprende la costa della piana di Sibari fino al confine con la Basilicata ionica.
La superficie territoriale è suddivisa in 3.604 km2 di montagna, 2.696 km2 di collina e 352 km2 di pianura. La provincia ha anche 228 km di coste, divise quasi equamente fra i mari del Tirreno e dello Jonio, sulle quali sono presenti numerose località balneari.
| Nome valico             | Zona geografica       | Altezza (m) |
| ----------------------- | --------------------- | ----------- |
| Passo dello Scalone     | Massiccio del Pollino | 740         |
| Valico Sierra del Fiego | Sila                  | 1 435       |
| Passo Crocetta          | Catena Costiera       | 979         |
| Passo dello Scalone     | Monti di Orsomarso    | 740         |

| Nome monte           | Zona geografica       | Altezza (m) |
| -------------------- | --------------------- | ----------- |
| Serra Dolcedorme     | Massiccio del Pollino | 2 267       |
| Botte Donato         | Sila                  | 1 929       |
| Monte Cocuzzo        | Catena Costiera       | 1 541       |
| Cozzo del Pellegrino | Monti di Orsomarso    | 1 987       |

#### Laghi

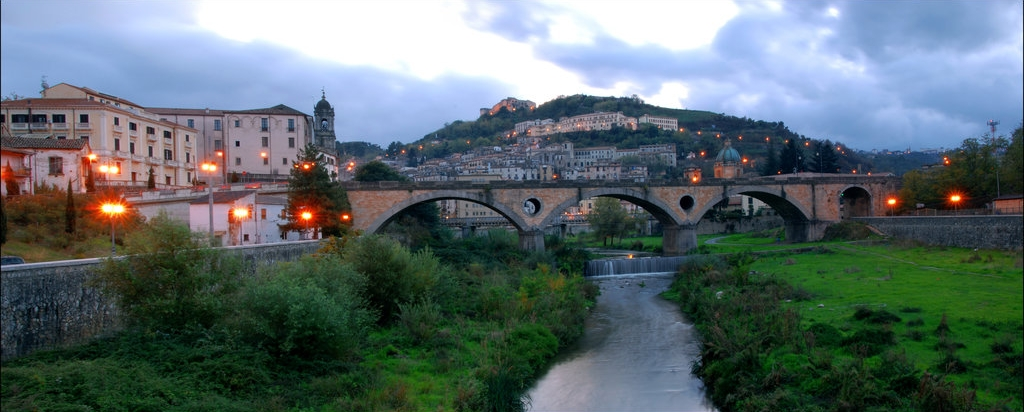
Cosenza e il fiume Crati

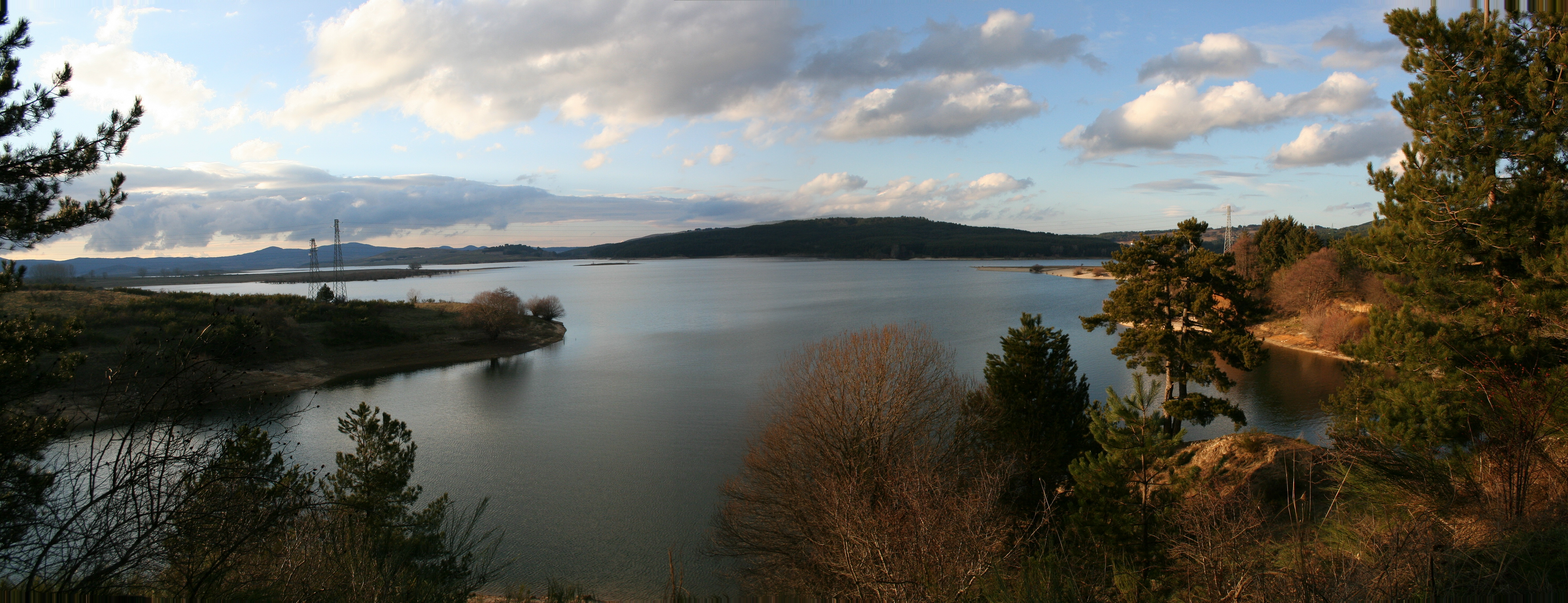
Lago Cecita

### Idrografia
| Fiume o torrente | Zona geografica       | Lunghezza (km) |
| ---------------- | --------------------- | -------------- |
| Coscile          | Pollino               | 50             |
| Crati            | Sila Greca            | 91             |
| Esaro            | Monte Petricelle      | 47             |
| Lao              | Pollino               | 51             |
| Lese             | Sila piccola          | 43             |
| Mucone           | Sila Grande - Greca   | 57             |
| Neto             | Sila Grande - Piccola | 80             |
| Trionto          | Sila Greca            | 40             |
| Savuto           | Sila Grande           | 48             |

| Nome lago       | Zona geografica | Portata (in milioni di m²) |
| --------------- | --------------- | -------------------------- |
| Lago Ampollino  | Sila Piccola    | 68                         |
| Lago Arvo       | Sila Grande     | 84                         |
| Lago Ariamacina | Sila Grande     | 10                         |
| Lago Cecita     | Sila Grande     | 121                        |
| Lago dell'Esaro | Piana di Sibari | 1                          |
| Lago del Savuto | Sila Grande     | 1                          |
| Lago di Tarsia  | Sila Greca      | 20                         |
| Lago Votturino  | Sila Grande     | vuoto non più in funzione  |

### Clima
Il clima della provincia presenta molte differenze climatiche fra i centri e le aree della costa, e le aree più interne. Le catene montuose presenti sul territorio, incidono sulle condizioni climatiche e le precipitazioni delle aree pianeggianti e dei rilievi minori, facendo della provincia di Cosenza, una delle aree più piovose del meridione e dell'Italia Intera.

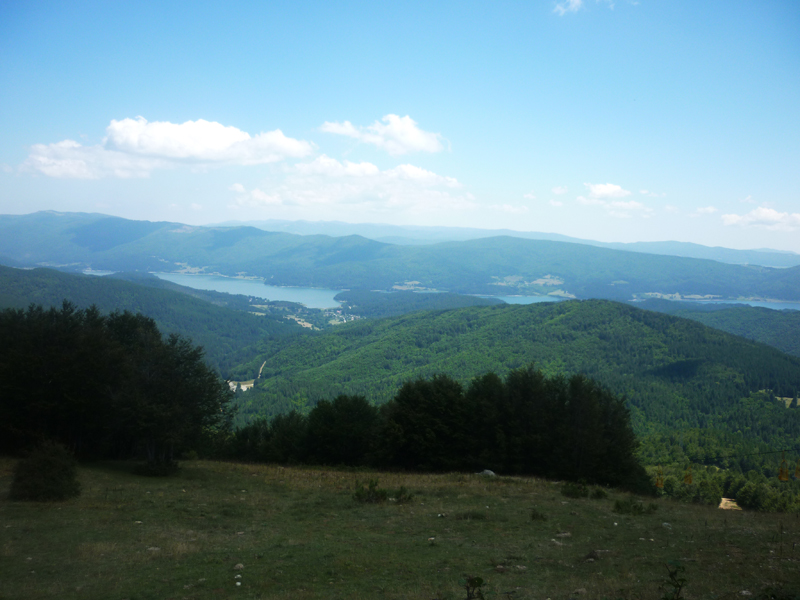
Foreste della Sila con il lago Arvo e Lorica sullo sfondo

Il clima si caratterizza per autunni, inverni e primavere molto piovose, ma con clima miti in pianura e sulle coste, ed estati piuttosto secche. Le valli principali, le aree interne del Pollino e quelle della Sila, presentano le prime, condizioni climatiche condizionate da forti tassi di umidità, e le seconde, temperature tipiche montane.
In base alle indicazioni della stazione meteorologica di Cosenza abbiamo:
precipitazioni medie annue si aggirano sui 881,2 mm, con minimo in estate e picco in autunno-inverno
| COSENZA             | Mesi  | Mesi  | Mesi | Mesi | Mesi | Mesi | Mesi | Mesi | Mesi | Mesi  | Mesi  | Mesi  | Stagioni | Stagioni | Stagioni | Stagioni | Anno  |
| COSENZA             | Gen   | Feb   | Mar  | Apr  | Mag  | Giu  | Lug  | Ago  | Set  | Ott   | Nov   | Dic   | Inv      | Pri      | Est      | Aut      | Anno  |
| ------------------- | ----- | ----- | ---- | ---- | ---- | ---- | ---- | ---- | ---- | ----- | ----- | ----- | -------- | -------- | -------- | -------- | ----- |
| T. max. media (°C)  | 11,7  | 12,5  | 15,5 | 18,9 | 24,4 | 29,2 | 32,8 | 33,1 | 28,3 | 22,9  | 16,7  | 12,9  | 12,4     | 19,6     | 31,7     | 22,6     | 21,6  |
| T. min. media (°C)  | 3,3   | 3,2   | 4,9  | 7,3  | 11,7 | 15,3 | 17,9 | 18,0 | 14,8 | 11,1  | 7,1   | 4,4   | 3,6      | 8,0      | 17,1     | 11,0     | 9,9   |
| Precipitazioni (mm) | 120,0 | 104,3 | 92,8 | 73,2 | 45,6 | 19,8 | 13,3 | 20,9 | 47,0 | 100,8 | 131,5 | 111,8 | 336,1    | 211,6    | 54,0     | 279,3    | 881,0 |

## Storia
La provincia calabrese, la più estesa della regione, ha vissuto stratificazioni culturali, le cui tracce sono ancora presenti su tutto il territorio, una storia millenaria ancora oggi visibile attraverso i reperti storici archeologici, i monumenti e i centri storici di tutti i comuni che fanno parte della provincia.

### Origini

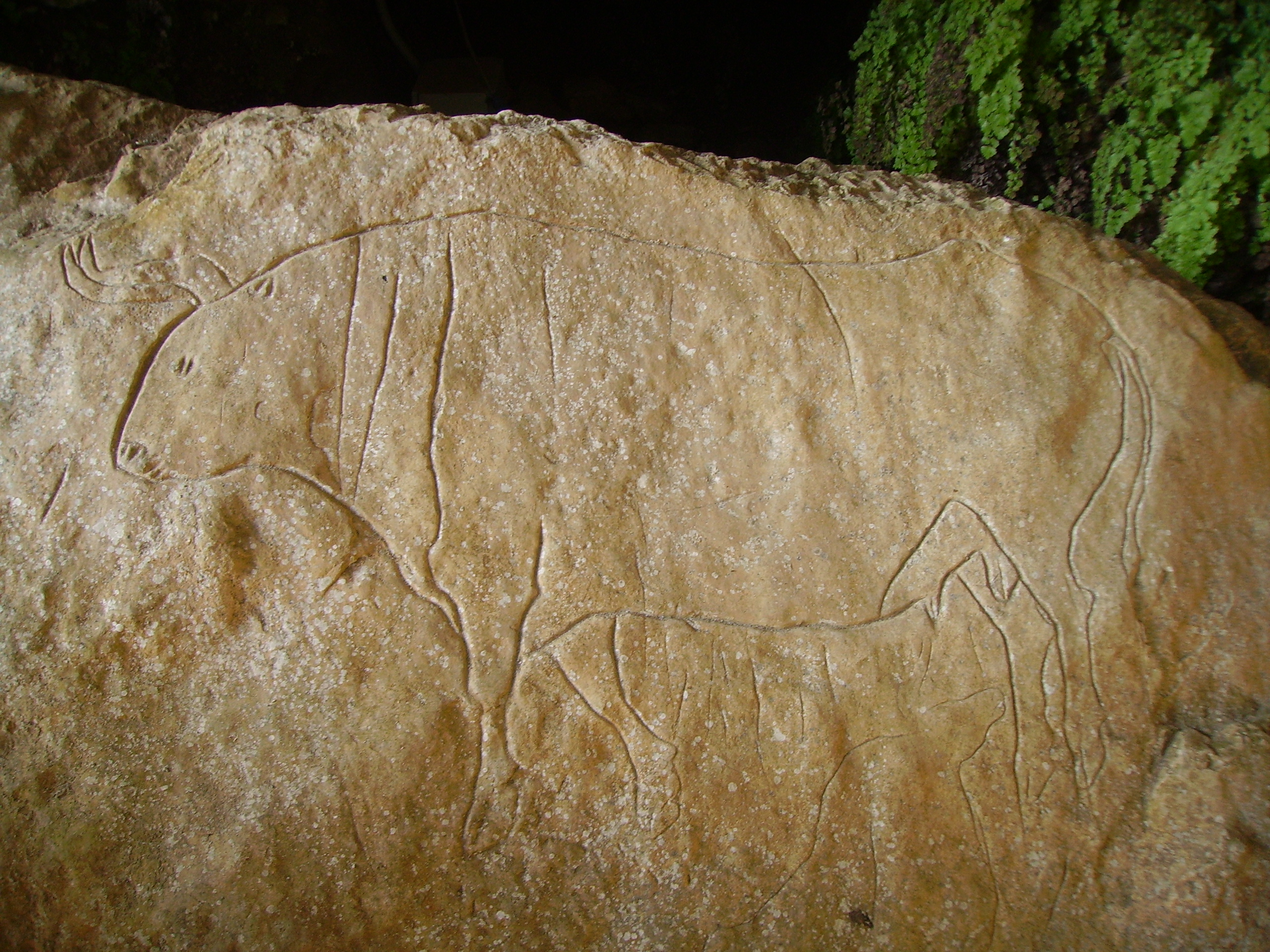
Incisione paleolitica di un Uro dal sito archeologico dell Grotta del Romito

I primi insediamenti e presenze umane nella provincia di Cosenza, databili grazie al recupero e al ritrovamento di utensili rudimentali come la selce, ma anche utensili in metallo, riconducono a diverse fasi che vanno dal Paleolitico inferiore, al Neolitico. Vi sono ritrovamenti che, seppur limitati per le trasformazioni dell'ambiente originario, accertano la presenza di gruppi di popolazioni nomadi, con attività legate alla caccia e alla pesca.

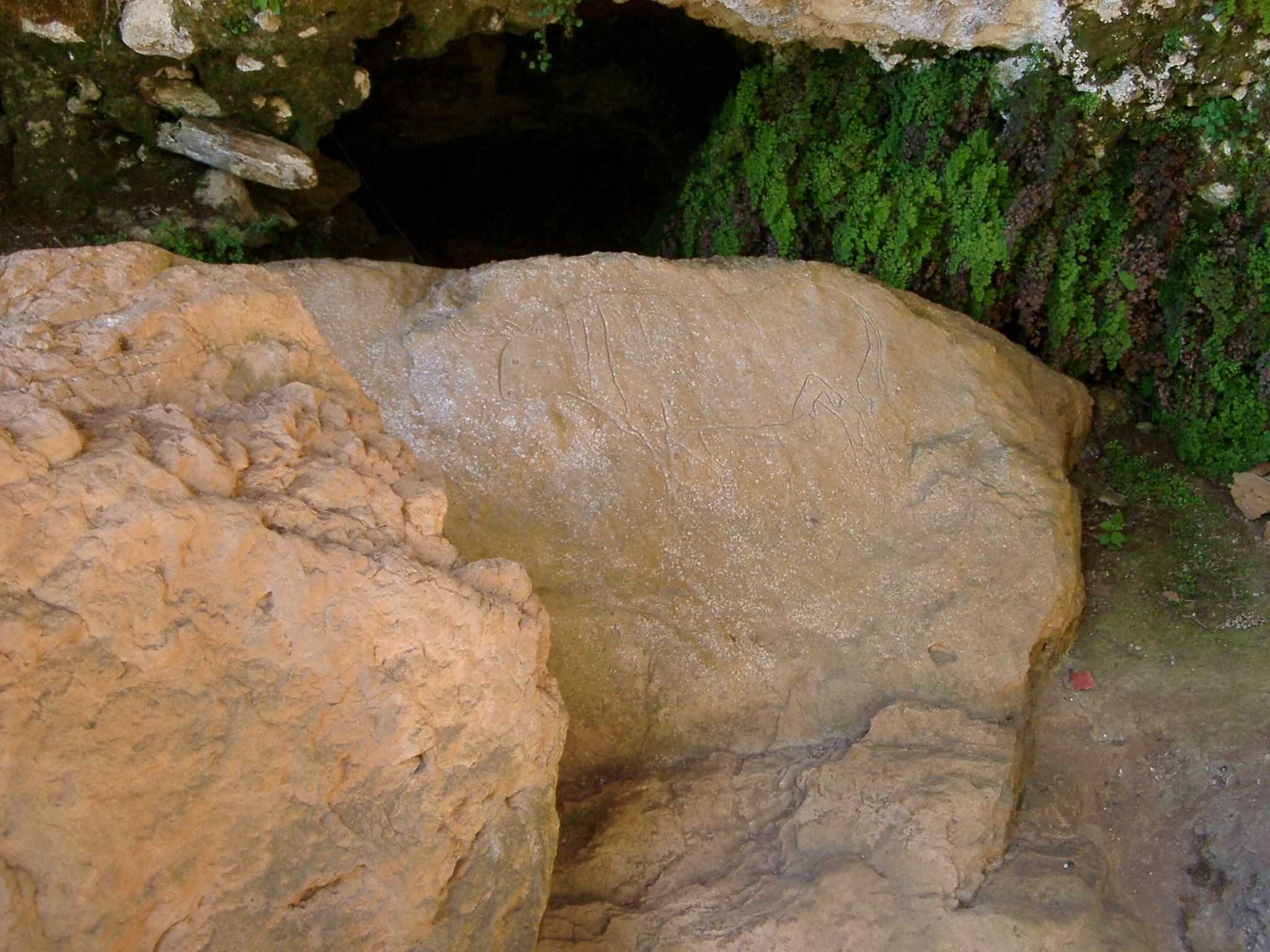
Grotta del Romito a Papasidero

Fra i siti più importanti della fase paleolitica, abbiamo Tortora, Praia a Mare e Scalea, luoghi dove sono stati ritrovati siti di origine Paleolitica. Altri insediamenti minori, ritrovati sul versante ionico della provincia, si associano ai siti appena citati. I siti più importanti sono posti in aree collinari del nord-est della provincia, di facile raggiungimento, e lungo corsi di acqua dei fiumi interni, quali il fiume Noce ed il fiume Lao. Fra i maggiori siti rinvenuti da scavi archeologici, i più importanti restano quelli della Grotta del Romito a Papasidero, ove sono state rinvenute incisioni rupestri raffiguranti bovidi, e la Grotta della Monaca di Sant'Agata di Esaro, una delle miniere preistoriche più antiche e meglio conservate d'Europa.
Sono stati rinvenuti insediamenti risalenti alla fase neolitica nei quali è documentata la presenza di gruppi che praticano le prime forme di agricoltura e allevamento, con rinvenimenti sul luogo di manufatti in ceramica. Di rilevante interesse gli insediamenti preistorici individuati ed in corso di studio da parte della Soprintendenza per i Beni Archeologici della Calabria in Sila. Molti sono i siti nella quale sono stati rinvenuti interessanti testimonianze, alcune delle quali si sovrappongono al periodo precedente. Le testimonianze riportano le abitudini dei gruppi del luogo, alcune primitive forme di commercio utilizzando la navigabilità dei corsi d'acqua delle aree interne e i primi tracciati rupestri di alcune vie di comunicazione, che collegano le aree collinari con le valli e le coste. Di questo periodo sono le civiltà rupestri che verranno assoggettate e conquistate dalla futura Sybaris. Il periodo del rame, invece, è poco significativo, o per lo meno lo risulta essere dai rinvenimenti e dai reperti trovati nella provincia.
La cultura del rame è di derivazione campana e pugliese, ma gli scarsi reperti non riescono a restituire un quadro completo, mentre l'età del ferro è significativa grazie alle testimonianze rinvenute dalle necropoli di Spezzano Albanese (sito di Torre Mordillo) e San Lorenzo del Vallo, stabilimenti di età pre-ellenica; parte dei reperti rinvenuti è visitabile presso il Museo archeologico nazionale della Sibaritide ed il Museo dei Brettii e degli Enotri di Cosenza.

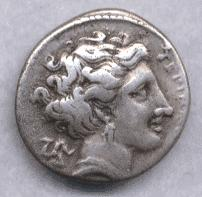
Moneta Bruzia

### Età Greca
Molto rilevante è il periodo ellenico che ha vissuto la provincia di Cosenza insieme a tutta la regione Calabria. Periodo florido, da tutti i punti di vista, economico, politico e sociale, probabilmente il miglior periodo storico, ad oggi, di tutta la provincia. Significative sono i ritrovamenti delle colonie greche che hanno interessato e scritto la storia di questo periodo. Il processo di colonizzazione da parte della Grecia verso quella regione che in seguito verrà definita Magna Grecia, comincia nell'VIII secolo a.C. Nella provincia di Cosenza, la colonia greca più importante è stata certamente quella di Sibari, fiorente città e struttura di centri urbani, che raggiunse la popolazione di 300.000 abitanti, con diversi centri abitati dislocati lungo la piana omonima, fino alle pendici del Pollino e la costa tirrenica, capace di controllare dunque, l'intera provincia cosentina.
Altri centri di rilevata importanza sono Pandosia, città sorta in quella che è adesso il capoluogo di provincia, in un'area interna della Valle del Crati, Laos fondata da Sibari e che un tempo sorgeva sulla riva destra del fiume Lao, Scidros (posta tra Cetraro e Belvedere Marittimo), Clampetia (nell'area tra Amantea e San Lucido), Temesa (tra Amantea e Nocera Terinese) e Ursentum (l'attuale Orsomarso). Di minore importanza ma di uguale pregio ed interesse, da citare sono certamente i siti e i centri di Aufugum (l'attuale Montalto Uffugo), Argentanum (l'attuale San Marco Argentano), Bergae, Besidiae (l'attuale Bisignano) e Lymphaeum (l'attuale Luzzi).
Lo stato delle colonie e dei centri urbani di questo periodo durerà circa sei secoli, nel corso dei quali varie lotte interne, mutazioni politico-economiche nel Mediterraneo e la presenza dei popoli Bruzi all'interno del territorio provinciale portarono alla scomparsa prima dell'influsso della Grecia su questi territori, e in seguito alla scomparsa delle stesse colonie, che coincisero con l'avvento dei Romani.

### Età Romana

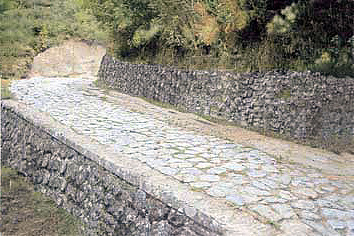
Via Popilia, antica via romana

Il territorio sotto la presenza dei Bruzi, venne ben presto fatto oggetto di attacchi da parte dei Romani, intorno all'inizio del III secolo a.C., che non trovarono grandi ostacoli da parte del popolo Bruzio nonostante il sostegno da parte dell'Impero dell'Epiro e di Pirro, sostegno che si spense con le guerre puniche nel II secolo a.C.
Roma mutò drasticamente le condizioni sociali dei centri della provincia, colonizzando ampie parti di territorio, e dominando le antiche colonie presenti, queste ultime soggetto a sovrapposizioni urbanistiche o edificazioni affiancate alle città preesistenti. La scomparsa della cultura bruzia e l'assimilazione di quella greca, segnarono un confine netto tra il passato e il presente di quel periodo.
I romani si concentrarono nello sfruttamento delle risorse e dei minerali (vedi San Marco Argentano), mentre procedette ad un depauperamento del territorio, con l'estinzione dell'agricoltura e di tutte le attività portuali, e delle infrastrutture esistenti, eliminando il vecchio tracciato reticolare che collegava i vari centri interni, sostituendolo con la via Capua-Rhegium nel tratto provinciale della via Popilia-Annia. La via Popilia era una via realizzata a scopi militari, necessaria via di comunicazione per trasportare le risorse accaparrate nei territori occupati, e come collegamento fra i vari centri che stavano sorgendo lungo la stessa strada.
La conseguenza del dominio romano fu soprattutto un totale abbandono delle antiche aree greche, fertili e strategiche sotto il punto di vista delle comunicazioni marine; in seguito si diffusero e svilupparono i centri urbani a mezza costa, più protetti da attacchi via mare, e attigui ad aree collinari facilmente coltivabili, centri urbani che ancora oggi costituiscono l'ossatura generale di praticamente tutti i centri storici urbani costieri della provincia, che solo nell'immediato dopoguerra, svilupparono nuovamente le aree costiere, dopo quasi due millenni di abbandono.

### Il cristianesimo
In questa fase storica, importante e molto influente, fu l'avvento del cristianesimo di tradizione orientale. Giunsero molti monaci provenienti dal medioriente e dal nord dell'Africa, che importarono la cultura orientale della cristianità, ma anche nuovi metodi di coltivazione e di conduzione agricola. Il periodo fu piuttosto florido anche sotto l'aspetto sociale, favorendo l'aggregazione delle culture latine con quelle greche e quelle bruzie. Sorge in questo periodo l'eparchia di Mercurion (sistema urbano di luoghi di culto) e vengono edificati complessi religiosi di grande rilievo, specie nelle aree ioniche della provincia.
I principali ordini religiosi di questa fase sono quelli dei Benedettini, dei Certosini e dei Cistercensi, di quest'ultimo ordine si stacco in seguito il ramo della riforma Florense. Tra le figure di spicco, in ambito religioso abbiamo invece San Nilo da Rossano, Gioacchino da Fiore da Celico e San Francesco da Paola, in ambito scientifico e filosofico invece spiccano le figure di Bernardino Telesio, mentre il reggino Tommaso Campanella insieme ad altri esimi studiosi, scienziati ed umanisti, daranno vita all'Accademia Cosentina.

### Medioevo

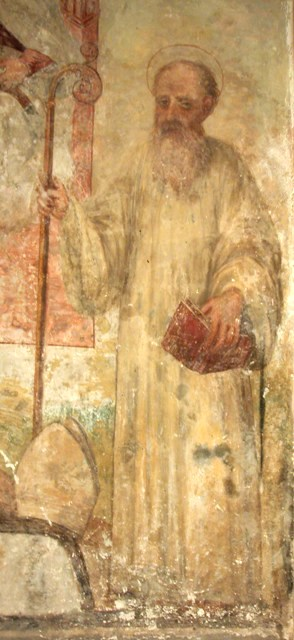
Gioacchino da Fiore

Il periodo appena successivo alla caduta dell'Impero romano, vide come protagonisti i Bizantini, che occuparono tutta la regione combattendo contro i Barbari, e i Goti che lasciarono ampie tracce del loro passato. Da citare anche i Longobardi che occuparono il nord della provincia per tutto il IX secolo. L'impero Bizantino ebbe comunque, il predominio per molti secoli, e su tutti i centri urbani della provincia. I maggiori centri di questo periodo furono Rossano e Corigliano che ancora oggi conservono ampie testimonianze dell'epoca bizantina, mentre con l'avvento dei Normanni si proseguì l'opera di recupero del territorio, iniziato con i Bizantini dopo la caduta dell'impero romano. Vennero erette importanti fortificazioni militari, ma significative saranno anche le costruzioni religiose di questo periodo, condotto da grandi personaggi.
Dal XIII secolo in poi, la provincia e l'intera regione subiranno un periodo di declino economico, dovuto essenzialmente alle lotte interne fra i fari livelli di potere, le diverse dinastie che si contenderanno i terreni e i feudi della provincia cosentina.

### Storia moderna

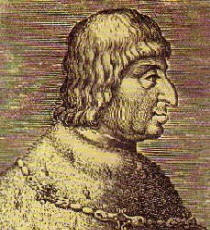
Ferdinando I d'Aragona

L'età moderna comincia con un periodo di forte incertezza, proseguendo dunque il percorso lasciato con il medioevo. Gli Aragonesi dovettero far fronte alla proteste contadine represse con la forza dalle truppe guidate da Ferdinando I d'Aragona. Difficile fu la ripresa economica nonostante vani tentativi di sostegno ad iniziative imprenditoriali. In questo periodo da evidenziare è l'arrivo di un forte contingente di profughi albanesi che daranno vita a numerose località, ancora oggi presenti sul territori, che seppero mantenere la cultura arbëreshë e le caratteristiche delle popolazioni che le fondarono. Si intensificano le strutture militari e si rinforzano quelle esistenti, a difesa da parte degli Aragonesi, della provincia minacciata dagli ottomani e dai francesi, oltreché ancora da lotte feudatarie interne.
La sconfitta dei francesi per mano degli spagnoli, segnarono l'avvento dei napoletani, con Napoli vicereame spagnolo, in territorio regionale, con la Calabria che passa ad essere una provincia del Regno di Napoli, cosa che comportò l'ennesima crisi economica e sociale della provincia cosentina. Il territorio cosentino venne utilizzato solo a scopo militare, tant'è che in questo periodo vennero erette numerose torri di guardia a difesa del regno di Napoli. Vi furono inoltre, alcuni episodi di crudele barbarie, atti di pulizia etnica con la cacciata degli ebrei dal regno e lo sterminio delle popolazioni valdesi di Guardia Piemontese, episodi risalenti entrambi alla metà del ‘500.
Da aggiungere anche due devastanti terremoti presenti e ricordati negli annali del regno, ossia il terremoto del 27 marzo 1638 e quello del 1659, oltre ad una serie di pestilenze e carestie che decimano costantemente la popolazione.
In ambito artistico, si afferma Giovanni Francesco Donadio detto il "Mormando", architetto e organaro, nativo di Mormanno sommo caposcuola e padre del Rinascimento a Napoli ed il pittore cinquecentesco Pietro Negroni.

### Storia contemporanea

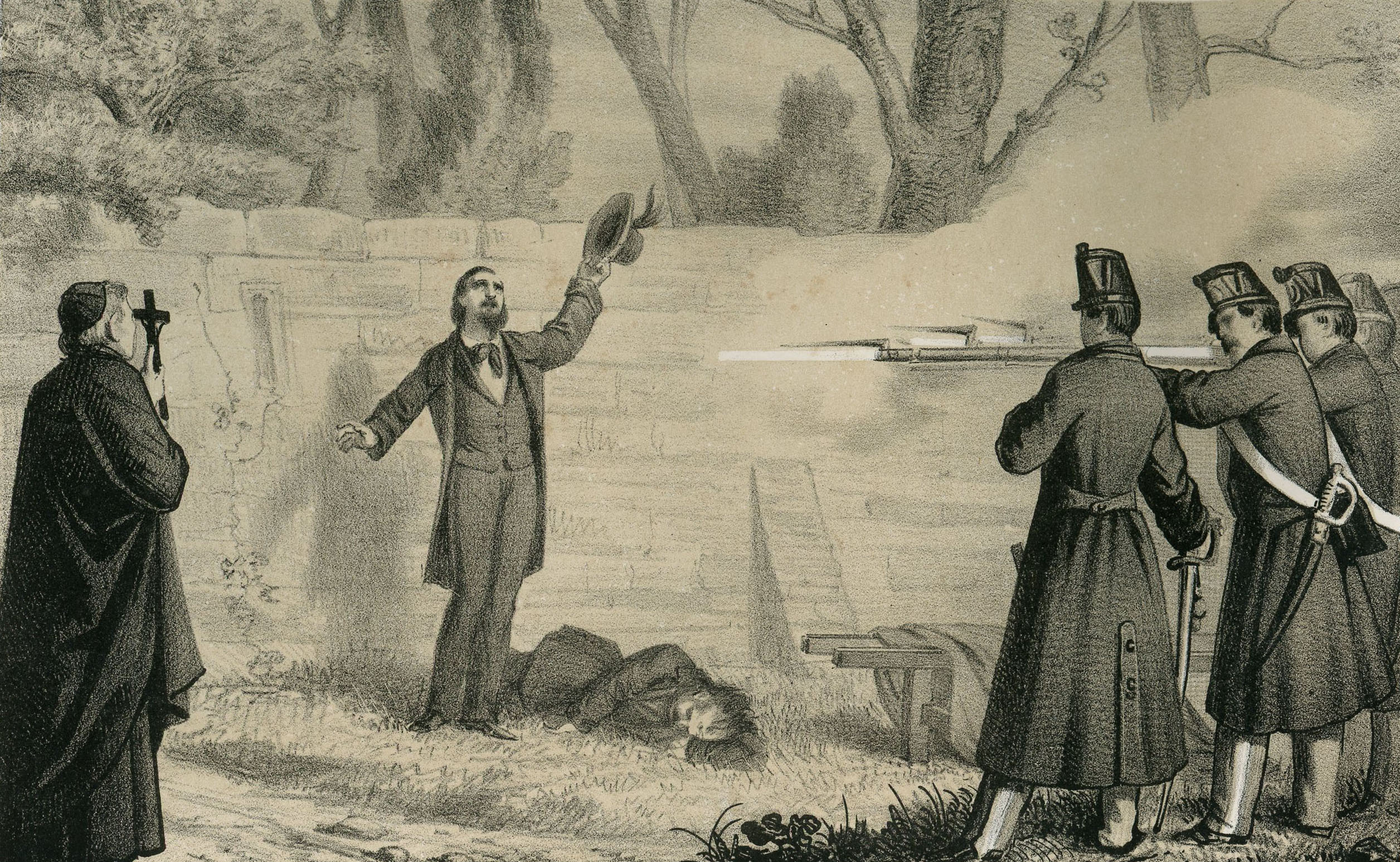
Fucilazione dei Fratelli Bandiera

La fase contemporanea inizia con gli impegni politici e amministrativi dettati da Carlo III di Spagna, che tentò di promuovere un miglioramento nel campo agricolo. Il lavoro di ripresa di questa attività verrà poi continuato da Ferdinando IV. Per poter promuovere le opere necessarie ad un rinnovamento nell'economia agricola, i vari governatori non si fecero scrupoli nell'utilizzare le ingenti risorse possedute dalla curia calabrese, un ingente patrimonio, tanto ingente da far ritenere necessaria l'istituzione di un ente gestore, la Cassa Sacra (fine XVIII secolo), ente attuato in concomitanza con un nuovo tragico terremoto, quello del 1783. L'esproprio dei beni ecclesiastici aveva lo scopo di risanare l'economia della provincia e della Calabria intera, procedendo unitamente con una distribuzione più equa della proprietà fondiaria. La riforma non ottenne gli effetti sperati.
Il governo francese cercò di riorganizzare l'assetto civile della provincia, eliminando il feudo, ma dovettero fare i conti con il fenomeno del brigantaggio, che imperverso in tutta la regione, ed anche nella provincia, specie in Sila. I Borboni ritornarono al potere e cercarono di limitare il progetto di restauro civico intrapreso dai francesi, con la conseguenza di continui conflitti sociali e politici. Si alimentarono le prime speranze rivoluzionarie, segnate dalla tragedia della spedizione dei fratelli Bandiera. Nel 1860 Garibaldi in Calabria, e con l'Unità d'Italia si diede avvio ad una repressione fortissima del brigantaggio. La provincia di Cosenza venne formalizzata l'anno successivo, e così appare oggi come allora, con gli stessi confini e le stesse città.
In ambito architettonico, la provincia visse un periodo altalenante. Il Barocco sarà l'architettura che condizionerà lo stile di molti edifici e luoghi di culto. Iniziato il secolo precedente, il barocco, di chiara influenza napoletana si affermerà nei centri principali della provincia, in particolar modo a Mormanno e a Morano Calabro, centri che sforneranno grandi interpreti dell'architettura barocca, come i pittori Francesco Oliva, Angelo e Genesio Galtieri nativi di Mormanno attivi fra Lucania e Calabria. Nel campo della pittura emergeranno alcuni ottimi interpreti, tra i quali il rendese Cristoforo Santanna e soprattutto Mattia Preti, catanzarese originario di Taverna, considerato il più grande pittore calabrese di ogni epoca, uno dei maggiori esponendi di quest'arte di tutto il Seicento, che affrescherà molti edifici religiosi della provincia. Purtroppo la provincia non virà il periodo florido del secolo precedente, ma si assisterà ad un assestamento delle strutture già esistenti.

### Simboli
Lo stemma, approvato con Decreto reale del 7 marzo 1938, ha la seguente descrizione:
Il gonfalone è stato approvato con deliberazione del Consiglio Provinciale n. 43 del 3 giugno 1991.
Lo stemma condivide la presenza della croce con gli stemmi delle province di, Catanzaro, Vibo Valentia e Reggio Calabria (quest'ultima però non è potenziata ma greca); è formato dallo scudo sul quale solitamente vengono figurate le armi, di forma sannitica quadrato ma in basso smussato ed aguzzo in punta, con sfondo in colore argento. La croce nera rappresenta il valore dei Crociati Calabresi che, sotto la guida di Boemondo Duca di Calabria, parteciparono alla liberazione di Gerusalemme. Lo scudo centrale presenta intorno gli accartocciamenti e i fregi tipici della foggia antica delle Province.
Sopra lo scudo vi sta la corona, simbolo di sovranità, di forma ducale senza i simboli classici del ramo di quercia e di oliva, questi ultimi posti ai lati dello scudo, in quanto lo stemma della provincia di Cosenza, come per altre province, non conserva le forme stabilite per le Province, ma rientra nelle concessioni speciali, o meglio nell'art. 95 del R.d. n. 651 approvato il 7 giugno del 1943.
La provincia di Cosenza venne istituita con un decreto del 2 gennaio del 1861.

## Monumenti e luoghi d'interesse

### Architetture religiose

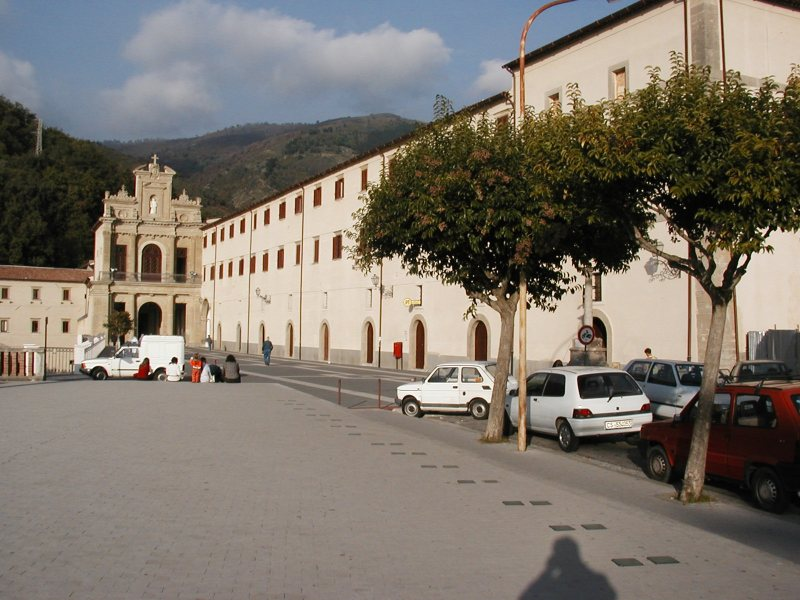
Il Santuario di Paola

Le principali architetture religiose della città di Cosenza sono:
- Duomo di Cosenza, costruito agli inizi del Duecento, caratterizzato da numerosi interventi di consolidamento e ristrutturazione a causa dei numerosi danni riportati a seguito di vari terremoti; realizzato in stile romanico, fu modificata profondamente la facciata. L'edificio venne consacrato il 30 gennaio 1222 alla presenza dell'imperatore Federico II di Svevia e dell'arcivescovo monaco scrivano cistercense Luca Campano, autore dell'edificio.
- Santuario del Santissimo Crocifisso, dell'863, più volte ritoccato architettonicamente e stilisticamente, fino alla forma attuale; è il convento dei frati minori di Cosenza;
- Chiesa di San Domenico, con rosone romanico di pregevole fattura;

Mentre nel territorio provinciale sono notevoli i seguenti edifici sacri:

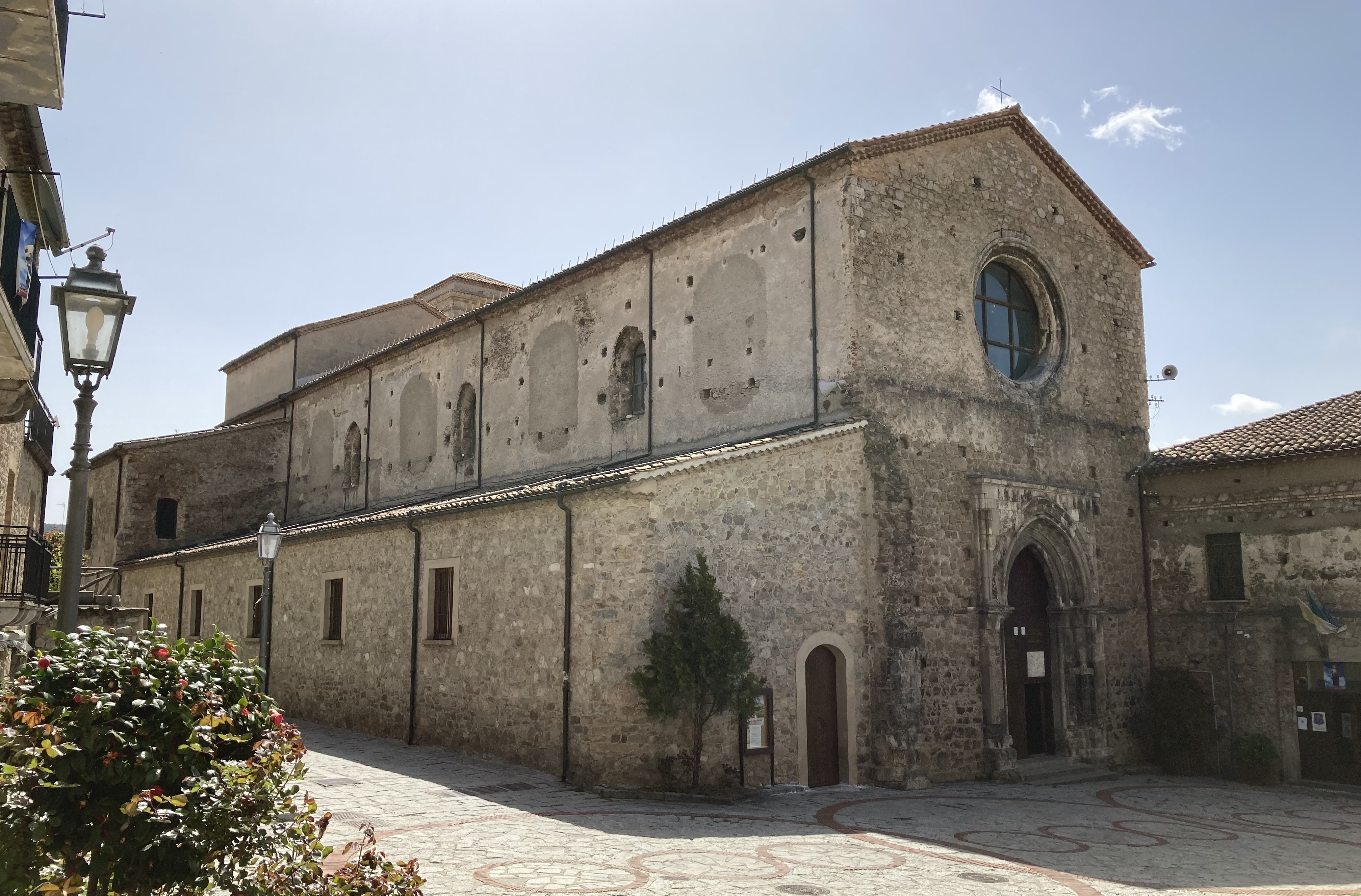
Abbazia Florense a San Giovanni in Fiore

Basilica di Sant'Angelo d'Acri

- Santuario di San Francesco di Paola, sito fuori dal centro urbano di Paola, in una zona collinare posta sopra la cittadina tirrenica; costruito nel XVI secolo, ha subito numerosi interventi sia di ampliamento, che di consolidamento e ristrutturazione; ospita parte delle spoglie del Santo;
- Abbazia Florense, fondata dall'abate e mistico Gioacchino da Fiore, sorge nel centro storico della cittadina di San Giovanni in Fiore, nel cuore della Sila; il monastero in stile gotico-romanico, nonostante i numerosi rifacimenti e i continui mutamenti di stile architettonico, conserva ancora l'austerità di un tempo;
- Santuario-basilica della Madonna del Pettoruto a San Sosti, eretto come grangia nel 1274 ad iniziativa dell'abbazia cistercense di Acquaformosa, dopo successive manomissioni fu restaurato negli anni venti del XX secolo, ad oggi è il solo santuario mariano al mondo ad essere gemellato con il Santuario internazionale di Nostra Signora di Fátima[15];
- Convento di San Francesco da Paola e Chiesa matrice della Santissima Annunziata a Sant'Agata di Esaro
- Basilica di Sant'Angelo ad Acri, costruita verso la fine del 1800, in stile barocco è un edificio religioso appartenente all'Ordine francescano intitolato a Sant'Angelo d'Acri;
- Cattedrale di Maria Santissima Achiropita a Rossano, in stile bizantino;
- Duomo di Santa Maria del Colle a Mormanno, grande costruzione risalente al 1183, oggi si presenta come un pregevole monumento rinascimentale e barocco.
- Chiesa dei Santi Apostoli Pietro e Paolo a Morano Calabro;
- Chiesa di San Bernardino da Siena ad Amantea, fondata nel 1400; fa parte della lista dei monumenti nazionali ed è un luogo di culto appartenente all'Ordine dei frati minori;
- Santuario di Sant'Umile, posto nel centro storico di Bisignano e dedicato al Religioso appartenente all'ordine dei frati minori[16];
- Santuario della Madonna delle Armi a Cerchiara, incastonata nella roccia ai piedi del massiccio del Pollino;
- Abbazia della Sambucina a Luzzi fondata alla fine del XII secolo da una comunità di Benedettini;
- Duomo di San Nicola di Bari di San Marco Argentano;
- Concattedrale di San Michele Arcangelo di Cariati;
- Santuario della Madonna di Costantinopoli a Papasidero[17]
- Chiesa della Madonna della Serra a Montalto Uffugo con facciata in pregevole stile barocco napoletano;
- Abbazia di Fonte Laurato a Fiumefreddo Bruzio, risalente all'XI secolo probabilmente di origini benedettine[18];
- Santuario di Santa Maria del Castello a Castrovillari;
- Basilica di San Giuliano di Le Mans a Castrovillari;
- Santuario di Santa Maria della Catena a Cassano all'Ionio;
- Abbazia di Santa Maria del Patire a Corigliano-Rossano;
- Chiesa Sant'Adriano a San Demetrio Corone;
- Santuario di Santa Maria della Schiavonea a Schiavonea di Corigliano-Rossano.

### Architetture civili
Nella città di Cosenza i principali edifici civili sono:
- Palazzo Arnone, sede della Galleria nazionale;
- Palazzo del Governo, sede del Consiglio provinciale.

Mentre nel territorio provinciale sono presenti le seguenti architetture civili notevoli:
- Palazzo delle Clarisse ad Amantea, del XVII secolo un tempo utilizzato come convento dopo un periodo di abbandono venne acquistato da alcuni privati; oggi è sede dell'Accademia degli Arrischiati e del Museo della Copia d'Autore;
- Palazzo Pucci ad Amendolara, sede della famiglia Pucci, un tempo famiglia nobiliare di Amendolara;
- Palazzi di Acri;
- Palazzi di Corigliano-Rossano
- Palazzi di San Giovanni in Fiore;
- Palazzo ducale Martirano-Spinelli ad Aieta;
- Palazzo Marsico ad Altilia;
- Ex Convento Francescano di Pedace.

### Architetture militari

#### Architetture militari a Cosenza

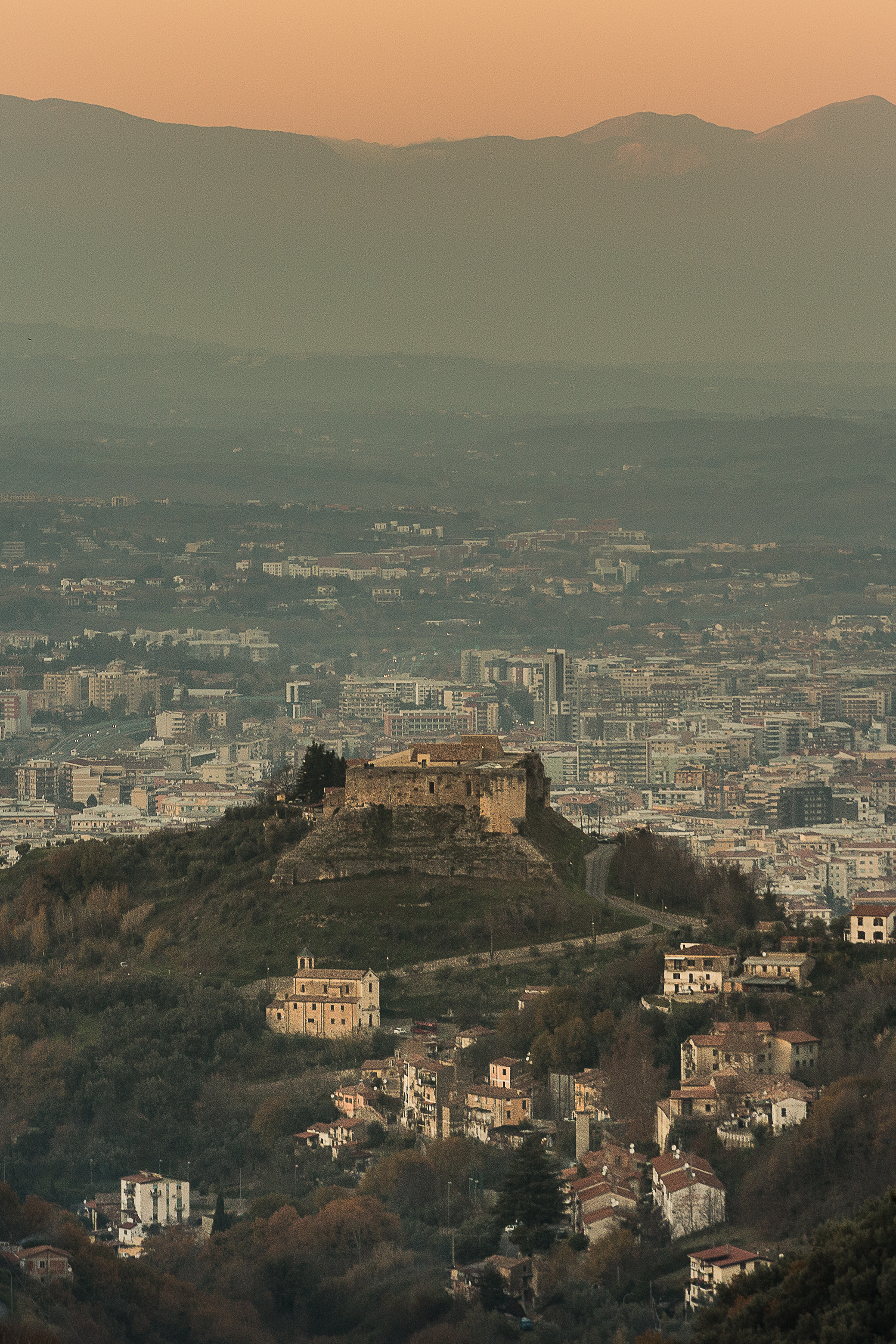
Castello Normanno-Svevo di Cosenza

A Cosenza vi è il Castello Normanno-Svevo. Sorge sul colle Pancrazio, colle che domina tutto il centro storico della città bruzia; il castello ha subito nel corso dei secoli numerosi rimaneggiamenti.

#### Castelli in provincia
- Castello di Paola, la sua costruzione si deve ai Normanni la costruzione del ‘’Castello di Paola’’ intorno all’anno 1110 d.C. Questa roccaforte fu eretta usando malta e tufo, in una posizione strategica che sovrastava la città e aveva lo scopo di difesa;
- Castello di Belmonte Calabro, edificato verso il 1270, oggi rimangono i ruderi e i resti della vecchia fortezza; l'edificio fu eretto dal Maresciallo del Regno Drogone di Beaumont, e subì numerose aggiunte architettoniche come le mura di cinta nel 1500;
- Castello Angioino Aragonese di Belvedere Marittimo eretto da Ruggero il Normanno tra la fine del secolo XI e la prima metà del XII secolo[19];
- Castello Giannone di Calopezzati; del XII secolo; originariamente era una semplice fortezza difensiva, venne poi trasformato in castello residenziale;
- Castello di Castrovillari, realizzato in età tardo-medievale, subì una profonda ristrutturazione e modifica intorno al 1500 ad opera del re Ferdinando d'Aragona[quale?]; il castello sorge nel cuore della città[20];

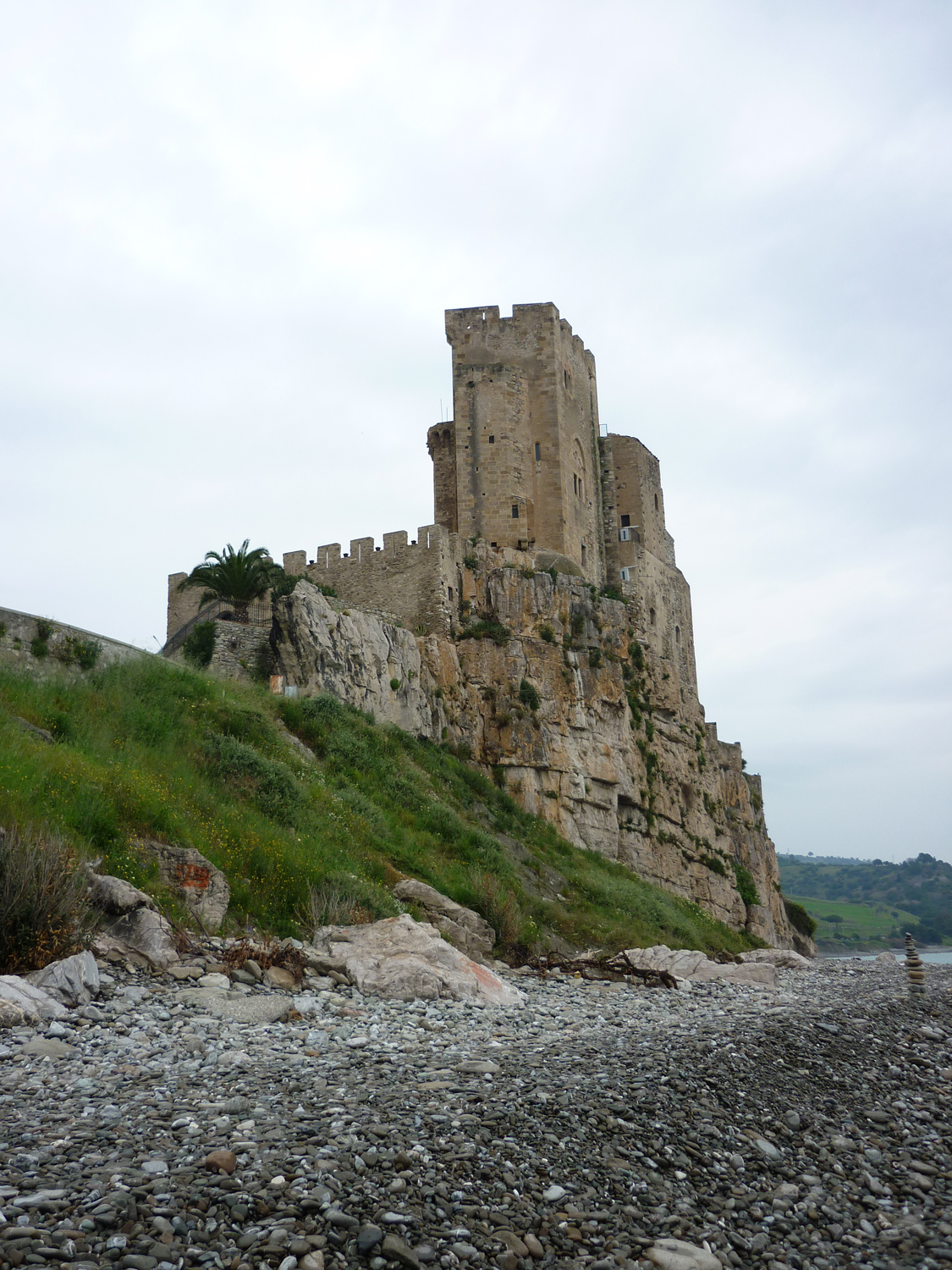
Castello di Roseto Capo Spulico

- Castello di Acri, fondato molto probabilmente in epoca bruzia, oggi ne rimane una torre, simbolo della città;
- Castrum Petrae Roseti di Roseto Capo Spulico, edificato in epoca normanna sorge a picco sul mare sul Promontorio di Cardone; il castello indicava con molta probabilità, il confine tra i possedimenti di Roberto il Guiscardo e quelli del fratello Ruggiero; venne conquistato e modificato ad opera di Federico II agli inizi del XIII secolo, adottato come confine tra le capitanerie con la quale Federico II aveva diviso il Regno delle due Sicilie; ad oggi è una residenza privata con uso commerciale;
- Castello della Valle di Fiumefreddo Bruzio, antico e maestoso castello normanno che domina la costa e l'ampia vallata, fu fondato nel 1201. Nel 1536 il feudo di Fiumefreddo venne donato da Carlo V d'Asburgo al marchese Hernando de Alarcón. Oggi dopo un restauro di quasi 10 anni ha riacquistato la sua inequivocabile bellezza e dall'estate 2012 è aperto ai visitatori;[21]
- Castello ducale di Corigliano Calabro, sito nel centro storico della città ionica, arroccato sopra il promontorio che domina la frazione di Schiavonea e parte della Piana di Sibari; costruito nel 1073 ad opera di Roberto il Guiscardo, il castello è stato recentemente ristrutturato ed oggi viene utilizzato per esposizioni artistiche e manifestazioni[22];
- Castello San Mauro di Corigliano-Rossano (Cantinella);
- Castello Normanno di Rende, sito nel centro storico della città;
- Castello feudale di Crosia, fatto edificare nel 1600[23];
- Castello normanno di Malvito, di origini longobarde, venne poi mutato dai Normanni;l'edificio è posto sull'estrema sommità della collina malvitana, dominando tutto l'abitato;
- Castello ducale di Montegiordano, costruito nel 1600 come fortezza residenziale da parte della famiglia Pignone del Carretto; oggi dopo un profondo restauro si presenta in ottime condizioni;
- Castello Svevo di Rocca Imperiale, fortezza e residenza fatta costruire da Federico II[senza fonte]; fu poi ampliata e riadattato nella seconda metà del XVI secolo ad opera di Alfonso d'Aragona, con elementi tipici delle fortezze spagnole; oggi è di proprietà comunale, oggetto di un profondo restauro, dopo che fu ampiamente depauperato di tutti i suoi elementi architettonici, verso la fine del XIX secolo;
- Castello di Sangineto edificato nel XV secolo[24];
- Castello angioino di San Lorenzo del Vallo del XVI secolo; fatto erigere dalla famiglia degli Alarcón, a scopo residenziale; nel 1978 venne dichiarato "Bene di interesse storico-artistico"; in stato di abbandono da circa 30 anni, il castello ha subito un processo di degrado che lo ha reso inagibile; attualmente è chiuso ai visitatori.

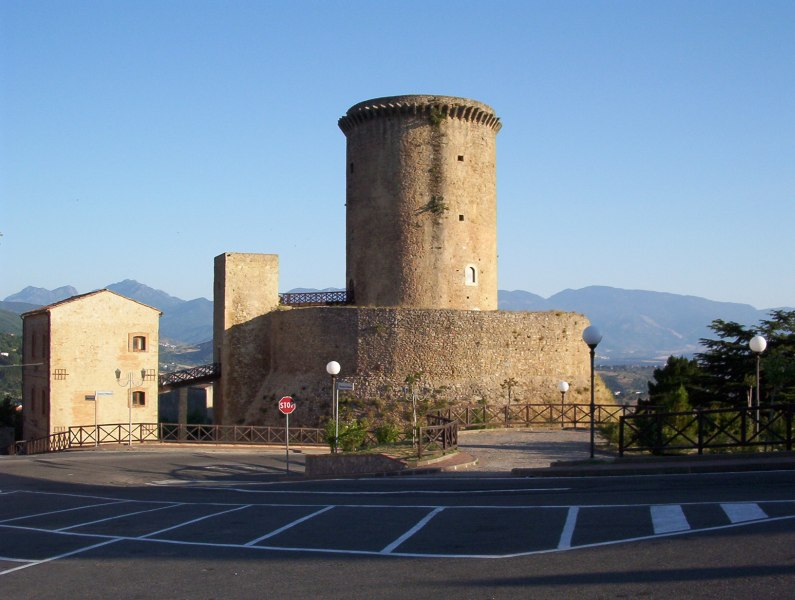
Torre normanna di San Marco Argentano

#### Torri di guardia

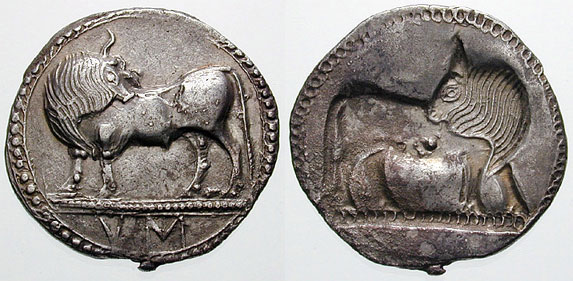
Moneta incusa ritrovata nel parco archeologico di Sibari

- Torre di Rienzo di Cetraro, realizzata nella prima metà del Cinquecento[25];
- Torre di guardia a Guardia Piemontese, risalente al IX secolo circa[26];
- Torre di Fiuzzi di Praia a Mare, eretta su un faraglione della scogliera di Fiuzzi alto 15 metri, su cui era già presente una torre angioina;
- Torre Sant’Angelo di Corigliano-Rossano;
- Torre del Cupo di Corigliano-Rossano;
- Torre di Ferro di Corigliano-Rossano;
- Torre normanna di San Marco Argentano, primo insediamento normanno in Calabria; venne eretta verso la metà dell'anno 1000 ad opera di Roberto il Guiscardo; la torre, alta 22 metri è di forma cilindrica, facente parte di un'antica fortificazione ben più ampia;
- Torre Talao a Scalea, torre costiera fatta edificare nel 1563 da Pedro Afan de Ribera d'Alcalà, Viceré del regno di Napoli;
- Torre del Soffio a Paola, torrione edificato nella prima metà del XVI secolo, oggi adibita a faro per la navigazione. Deve il suo nome alla posizione arroccata su di un poggio particolarmente esposto alle sferzate di vento comuni in Autunno su tutto il territorio.
- Cinta muraria di Cariati, che circonda il centro storico per circa 1 km inframezzata da 8 torrioni, unica integra in tutta la Calabria.[27]

### Siti archeologici
- Sito archeologico del Castello della Rocca situato nel comune di San Sosti;
- Parco archeologico di Sibari, dove sono emersi i ritrovamenti delle antiche città di Thurii e Sibari;
- scavi di Laos, nei pressi di Marcellina, frazione di Santa Maria del Cedro;
- Grotta del Romito a Papasidero: caverna preistorica con incisioni risalenti al paleolitico;
- Grotta della Monaca a Sant'Agata di Esaro, una delle miniere più antiche e meglio conservate in tutt'Europa
- Blanda antica città rupestre, cui restano alcuni ruderi e testimonianze del luogo, alle porte di Tortora;
- Parco archeologico della villa romana di Larderia situato nel comune di Roggiano Gravina.

### Aree naturali

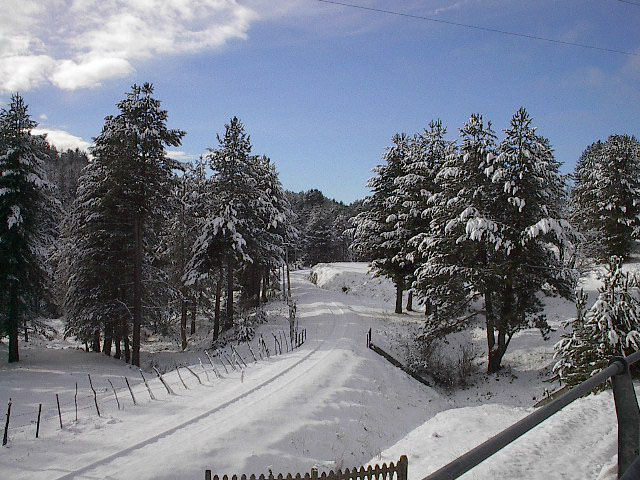
Sila innevata

La provincia di Cosenza accoglie nel suo territorio, due Parchi nazionali e 11 Aree naturali protette (Riserve naturali).
I parchi nazionali sono:
- Parco nazionale del Pollino, la più grande area protetta italiana, sita al confine fra la Basilicata e la Calabria;
- Parco nazionale della Sila, istituito nel 2002 occupa parti delle tre sile (greca, grande e piccola), abbracciando i territori delle province di Cosenza, Catanzaro e Crotone.

Mentre le riserve naturali sono:
- Riserva naturale Golia Corvo

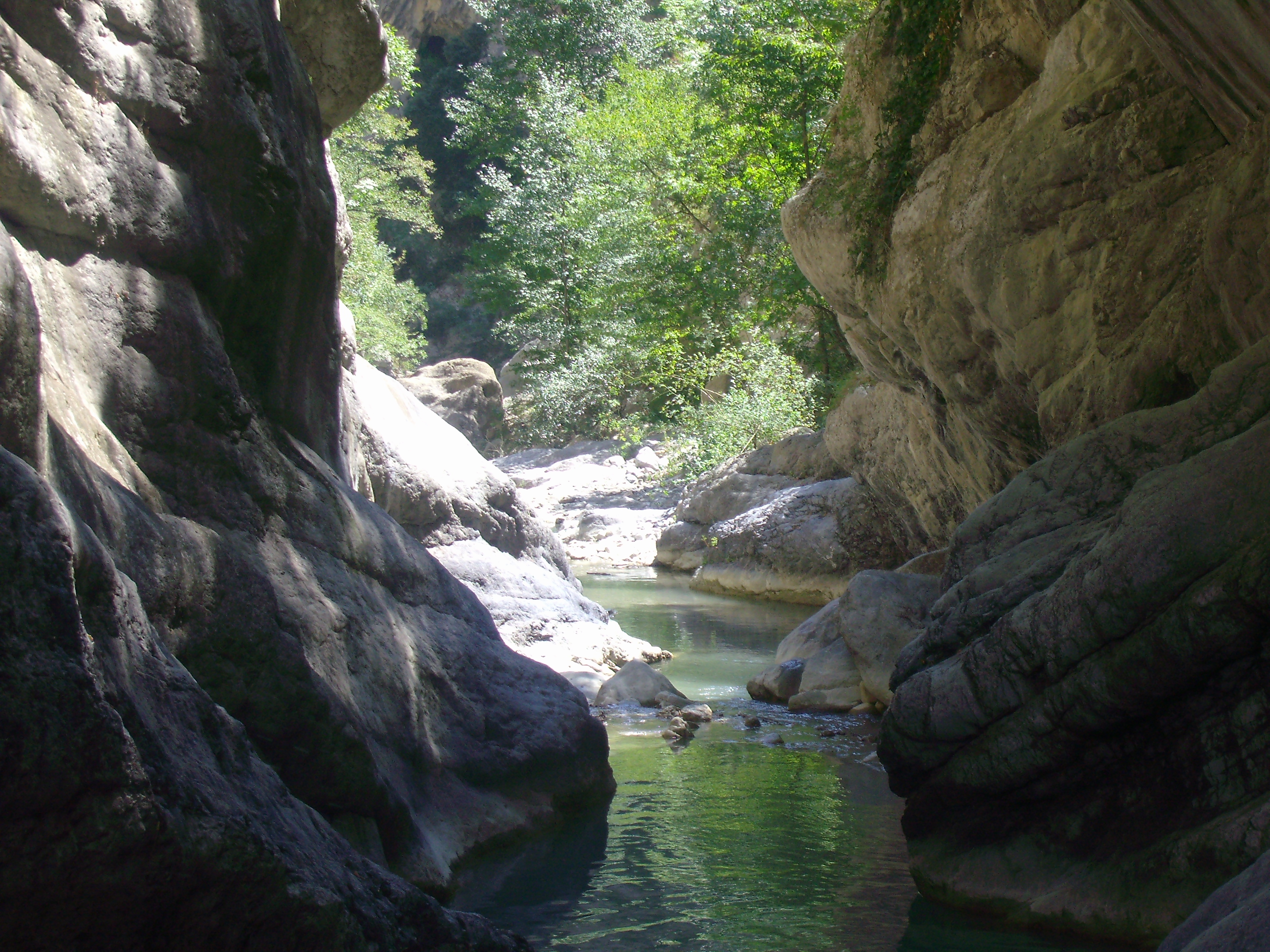
Gole del Raganello

- Riserva naturale Gole del Raganello
- Riserva naturale Gallopane
- Riserva naturale I Giganti della Sila;
- Riserva naturale Iona Serra della Guardia
- Riserva naturale Macchia della Giumenta - San Salvatore
- Riserva naturale Serra Nicolino Piano d'Albero
- Riserva naturale Tasso Camigliatello Silano
- Riserva naturale Trenta Coste
- Riserva naturale Valle del Fiume Argentino
- Riserva naturale Valle del Fiume Lao

Infine vi è anche una Riserva naturale regionale che è la Riserva naturale Tarsia.

## Società

### Evoluzione demografica
La tabella seguente riporta l'evoluzione del numero dei residenti nella provincia dal 2001 al 2007:
| Anno | Residenti |
| ---- | --------- |
| 2001 | 733 368   |
| 2002 | 733 142   |
| 2003 | 734 073   |
| 2004 | 732 615   |
| 2005 | 730 395   |
| 2006 | 727 694   |
| 2007 | 732 072   |
| 2008 | 733 508   |

### Etnie e minoranze straniere

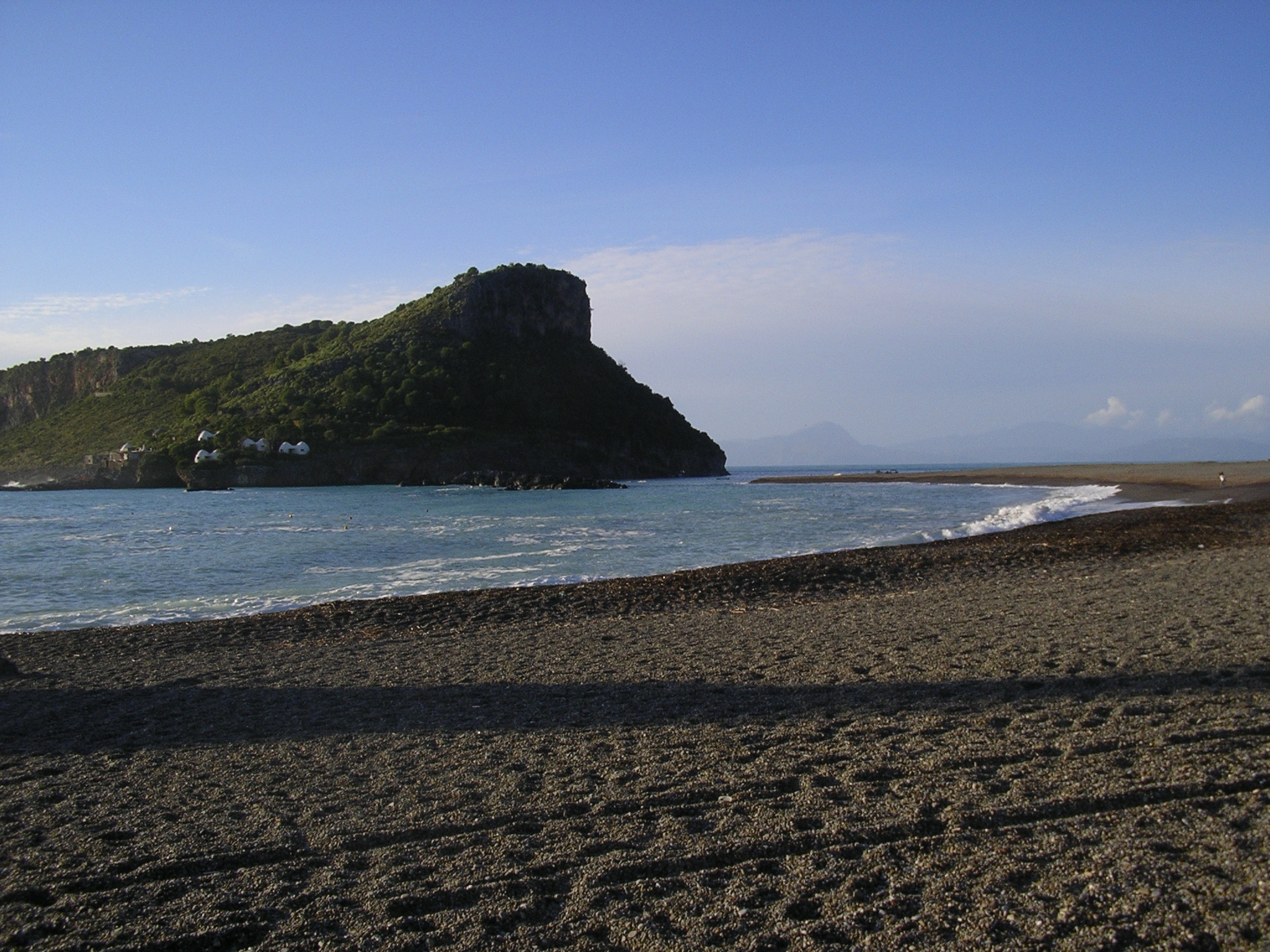
Capo dell'Arena, di fronte a Praia a Mare

Secondo i dati ISTAT al 31 dicembre 2018 nel territorio provinciale di Cosenza risultano essere iscritti 37 314 stranieri, ripartiti in 18 169 uomini e 19 145 donne.
Di sotto sono riportate le comunità con più di 1 000 persone:
- Romania: 14 751 2,81%
- Marocco: 3 534 0,67%
- Bulgaria: 2 276 0,43%
- Ucraina: 1 889 0,36%
- Albania: 1 817 0,35%
- Polonia: 1 432 0,27%
- Cina: 1 123 0,21%

### Qualità della vita
Secondo la ricerca de Il Sole 24 Ore sulla qualità della vita nelle province italiane, la provincia di Cosenza nel 2009 si è collocata all'89º posto (la seconda provincia calabrese dopo quella di Catanzaro), perdendo quattro posizioni rispetto all'anno precedente.
| Anno | Qualità della vita (Sole 24 Ore) |
| ---- | -------------------------------- |
| 2004 | 91º (-5)                         |
| 2005 | 84º (+7)                         |
| 2006 | 87º (-3)                         |
| 2007 | 90º (-3)                         |
| 2008 | 85º (+5)                         |
| 2009 | 89º (-4)                         |

| Anno | Qualità della vita (Sole 24 Ore) | Ecosistema urbano (Legambiente) | Ecosistema Bambino (Legambiente) |
| ---- | -------------------------------- | ------------------------------- | -------------------------------- |
| 2008 | 85ª posizione (+5)               | 33ª posizione (-1)              | 54ª posizione (+6)               |
| 2009 | 89ª posizione (-4)               | 45ª posizione (-12)             | non presente                     |

| Anno | Qualità della vita (Il Sole 24 Ore) | Ecosistema urbano (Legambiente) |
| ---- | ----------------------------------- | ------------------------------- |
| 2015 | 98ª provincia italiana              | 11º capoluogo di provincia      |
| 2016 | 101ª provincia italiana             | 33º capoluogo di provincia      |
| 2017 | 91ª provincia italiana              | 13º capoluogo di provincia      |
| 2018 | 97ª provincia italiana              | 5º capoluogo di provincia       |
| 2019 | 96ª provincia italiana              | 14º capoluogo di provincia      |
| 2020 | 86ª provincia italiana              | 8º capoluogo di provincia       |
| 2021 | 93ª provincia italiana              | 4º capoluogo di provincia       |
| 2022 | 94ª provincia italiana              | 5º capoluogo di provincia       |

### Lingue e dialetti
Oltre all'italiano, nella provincia di Cosenza viene parlato il dialetto cosentino, parte del calabrese, tranne nei numerosi paesi dell'Arberia di Calabria, 20 comuni e 7 frazioni, dove viene parlata la lingua arbëreshe, antica lingua albanese parlata nell'Albania meridionale. Nella comunità di Guardia Piemontese si parla invece il Guardiolo, un dialetto occitano portato dai Valdesi provenienti da Bobbio Pellice (TO) nel XI-XIII secolo per fuggire alle persecuzioni religiose in Piemonte.
La lingua arbëreshe è parlata dalla popolazione d'etnia albanese (Arbëreshë) in molti paesi della provincia, specie in quelli ai piedi del Pollino. La lingua albanese è ancora ampiamente parlata dalla minoranza etno-linguistica albanese, e, insieme alle tradizioni culturali e religiose d'origine, mantiene ancora fermamente la lingua madre albanese. Questa popolazione si è insediata in Calabria nel Medioevo, quando intere famiglie albanesi dovettero abbandonare la madre patria e fuggire dall'Albania a causa dell'invasione turca ottomana e alle conseguenti persecuzioni politico-religiose, rifugiandosi in tutta l'Italia meridionale.

### Religione
Nella provincia di Cosenza la religione maggiormente diffusa è il Cristianesimo, nella maggior parte nella confessione cattolica. Sono molto numerosi i fedeli di rito greco-bizantino, della minoranza etnica e linguistica albanese. Come nel resto d'Italia sono comunque presenti altre minoranze religiose, quali musulmane, ebree e ortodosse.
Nel territorio provinciale si estendono l'arcidiocesi di Cosenza-Bisignano, la diocesi di Cassano all'Jonio, l'Eparchia di Lungro, l'arcidiocesi di Rossano-Cariati e la diocesi di San Marco Argentano-Scalea.
Il totale delle parrocchie registrate nelle diocesi della provincia ammontano a 319.

### Media
| Quotidiani | Riviste-Periodici | Televisione                                                                                                | Radio |
| --- | --- | --- | --- |
| (Edizioni di Cosenza e provincia): - Gazzetta del Sud - Il Quotidiano della Calabria - Calabria Ora - Il Domani della Calabria | - Cosenza Oggi - Cosenza Meteo - Cosenza Channel - Nuova Cosenza - Mezzoeuro - il Cosenza - Cosenza Sport - Iniziativa - Periodico della Calabria | - Sede regionale Rai - Cosenza Tv - Cam tele 3 - Telitalia - Tele A1 - Telelibera Cassano - Ten - Metrosat | - Radio Cosenza Centrale - Antenna Bruzia - Radio Ciroma - Radio Sound - RLB - Radio Nord Castrovillari - Amantea RadioNet - Radio Arbëreshë |

#### Cinema
La provincia di Cosenza in passato è stata scarsamente protagonista di set cinematografici, se si escludono alcuni importanti pellicole girate sulle montagne della Sila quali Il lupo della Sila, e Il brigante Musolino. A Cosenza e sul Tirreno Cosentino nel 2009 è stato girato il film "Vorrei vederti ballare" interpretato dal cast formato da Alessandro Haber, Gianmarco Tognazzi, Giuliana De Sio, Paola Barale, Chiara Chiti, Adriana Toman, Giulio Forges Davanzati, Franco Castellano. Nel 2011 nella zona dell'alto Tirreno cosentino tra Praia a Mare e Fiumefreddo Bruzio viene girato in quattro settimane il film "La Moglie Del Sarto" del regista Massimo Scaglione con la partecipazione di Maria Grazia Cucinotta nelle vesti di protagonista, Marta Gastini, Anna Prete, Tony Sperandeo, Carlo Fabiano e Pietro Delle Piane. 'La moglie del sarto' di Massimo Scaglione al Festival di Montréal - Adnkronos
Dal 2007 ogni anno nel capoluogo silano ad aprile si svolge il festival "La Primavera del Cinema Italiano- Premio Federico II", un evento la cui principale connotazione è quella di promuovere il cinema del nostro Paese con particolare attenzione all'incontro diretto con i protagonisti dello spettacolo filmico, le loro proposte, le manie e i miti. La manifestazione si chiude con la cerimonia di consegna del Premio Federico II (statuetta che rappresenta l'ottagono, simbolo della storia della città di Cosenza). Anche Diamante è spesso scelta come location per film cinematografici, fiction e programmi televisivi. Tra i lungometraggi ricordiamo:
- L'abbuffata, film del regista Mimmo Calopresti con Gérard Depardieu, Diego Abatantuono e Nino Frassica
- Ma l'amore... sì!, di Tonino Zangardi e Marco Costa con Anna Maria Barbera, Elena Bouryka e Gianni Pellegrino
- Per sempre, di Alessandro Di Robilant su soggetto di Maurizio Costanzo con Giancarlo Giannini e Francesca Neri

Una parte del film Il Mondo di Mezzo è stata girata a Cosenza.

### Teatro

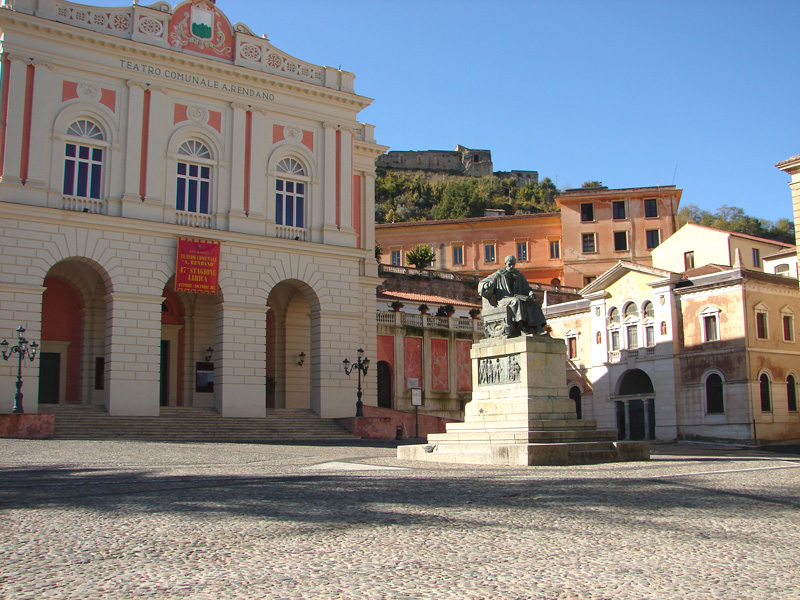
Teatro Rendano e Piazza XV Marzo

La provincia di Cosenza ospita i seguenti teatri:
- Teatro Rendano a Cosenza;
- Teatro Morelli a Cosenza
- Teatro A. Tieri (ex Italia) a Cosenza
- Teatro dell'Acquario a Cosenza
- Teatro Garden a Rende
- Teatro Metropol di Corigliano-Rossano[48];
- Teatro San Marco di Corigliano-Rossano;[49]
- Teatro Sybaris a Castrovillari
- Teatro Amantea di Corigliano-Rossano
- Teatro V.Valente di Corigliano-Rossano

### Cucina
La cucina della provincia cosentina, si rifà sostanzialmente alla tradizione regionale. Ampio è l'uso dei prodotti della terra, mentre a tavola a far da padrone è il maiale e tutti i suoi derivati. Nelle zone costiere, ampio e vario è l'utilizzo di prodotti ittici, mentre nelle aree interne montane si possono assaggiare piatti a base di cacciagione.

#### Vino
La produzione di vino, eccelle solo in alcune aree provinciali, in particolare tra la Valle del Crati e il Savuto. I vini doc della provincia sono, per ordine geografico:
- Donnici bianco, Donnici rosato, Donnici rosso, Donnici rosso novello e Donnici rosso riserva;
- Pollino rosso e Pollino rosso superiore;
- San Vito di Luzzi bianco, San Vito di Luzzi rosato e San Vito di Luzzi rosso;
- Savuto e Savuto superiore;
- Verbicaro bianco, Verbicaro rosato, Verbicaro rosso e Verbicaro rosso riserva.

## Cultura

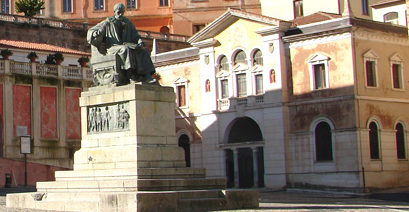
Statua di Bernardino Telesio

### Biblioteche
- Biblioteca Nazionale di Cosenza
- Biblioteca Civica di Cosenza
- Sistema Bibliotecario Territoriale Silano di San Giovanni in Fiore

### Università e istruzione
Sul territorio provinciale è presente l'Università della Calabria. L'università ha sede ad Arcavacata, frazione di Rende. È un campus universitario con il complesso universitario realizzato negli anni settanta fuori da centri abitati, con la possibilità di realizzare residenze per gli studenti, adiacenti all'università.

### Musei
I musei della città di Cosenza sono:
- Galleria nazionale, con sede nel Palazzo Arnone, storico palazzo di Cosenza; è una pinacoteca che custodisce opere del XVI e XVII secolo, mentre parte del museo è utilizzato per manifestazioni e gallerie temporanee specie di arte contemporanea;
- Museo all'aperto Bilotti, comprende un tratto di Corso Mazzini, antico corso e strada commerciale più importante di Cosenza; il museo conserva statue ed opere donate da privati; il museo è in continua fase di allestimento e dunque non ancora terminato;
- Museo Civico Archeologico;
- Museo dei Brettii e degli Enotri;
- Museo delle "Rimembranze";

Mentre i principali musei presenti sul territorio provinciale sono:
- Acri
  - Museo Beato Angelo

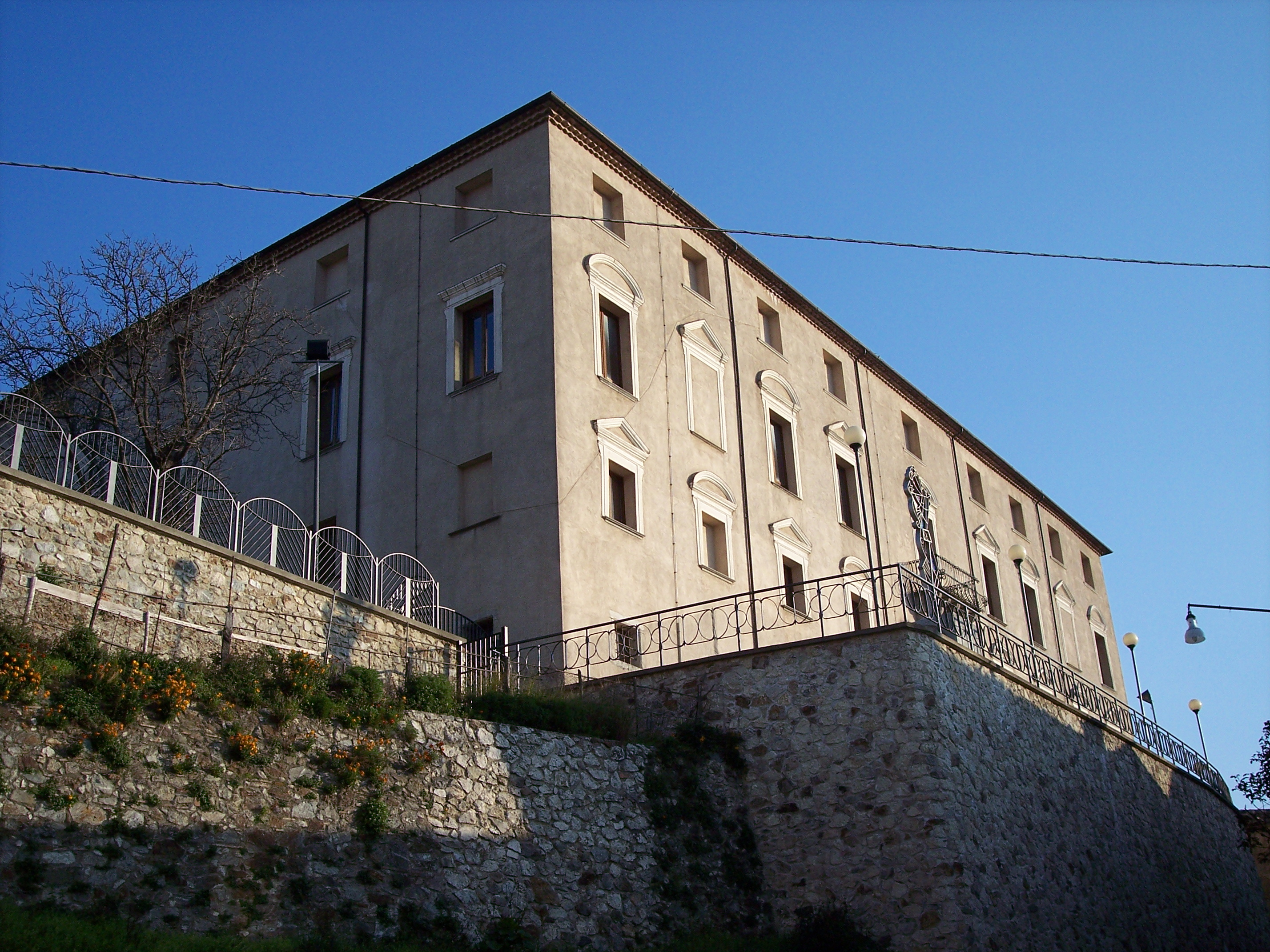
Museo civico d'arte contemporanea Silvio Vigliaturo

  - Museo civico d'arte contemporanea Silvio Vigliaturo[51] - Museo della Civiltà Contadina
- Altomonte
  - Museo Franco Azzinari
  - Museo Civico di Santa Maria della Consolazione
- Amantea
  - Museo Alessandro Longo
- Amendolara
  - Museo archeologico statale Vincenzo Laviola
- Cassano allo Ionio
  - Museo archeologico nazionale della Sibaritide
  - Museo Diocesano
- Castrovillari
  - Pinacoteca "Andrea Alfano"
  - Museo Civico Archeologico
  - Museo di Arte Sacra
- Civita
  - Museo Etnico "Arbereshe"
- Corigliano-Rossano
  - Museo Internazionale "Raccolta di arte presepiale"
  - Museo Minimo
  - Museo della liquirizia Giorgio Amarelli[52]
  - Museo diocesano e del Codex[53]
- Frascineto
  - Museo delle Icone e della Tradizione Bizantina
  - Museo del Costume Arbereshe
- Grimaldi
  - Museo della Civiltà Contadina del Savuto
- Guardia Piemontese
  - Museo della Civiltà Contadina
- Laino Borgo
  - Mostra Permanente della "Giudaica" e Raccolta di Minerali
- Maierà
  - Museo del Peperoncino
- Morano Calabro
  - Centro Studi Naturalistici del Pollino "Il Nibbio"
  - Museo di Storia dell'Agricoltura e della Pastorizia
- Praia a Mare
  - Museo Comunale
- Rende
  - Museo d'Arte Maon
  - Museo del Presente, Museo del Folklore e il Centro per l'arte e la cultura
- Rocca Imperiale
  - Museo delle Cere
- Rogliano
  - Museo di Arte Sacra San Giuseppe
- Roseto Capo Spulico
  - Museo Etnografico
- San Giovanni in Fiore
  - Museo demologico dell'economia, del lavoro e della storia sociale silana
- San Marco Argentano
  - Museo Civico Mario Morelli
- Sant'Agata di Esaro
  - Centro Visita "Grotta della Monaca"
  - Museo Storico dei Saperi e del Gusto
- Santa Maria del Cedro
  - Antiquarium
- Santa Sofia d'Epiro
  - Museo del Costume e del territorio
- Saracena
  - Museo di Arte Sacra
- Scalea
  - Antiquarium Torre Cimalonga
- Trebisacce
  - Museo "Ludovico Noia" Arte Olearia e Cultura Contadina, sito nel Centro Storico in Via dei Massari
- Vaccarizzo Albanese
  - Mostra Permanente del Costume "Arbereshe"

### Altri enti culturali
- Accademia Cosentina a Cosenza;
- Centro Internazionale di Studi Gioachimiti a San Giovanni in Fiore;
- Centro di cultura Giovan Luigi Pascale a Guardia Piemontese;

## Economia

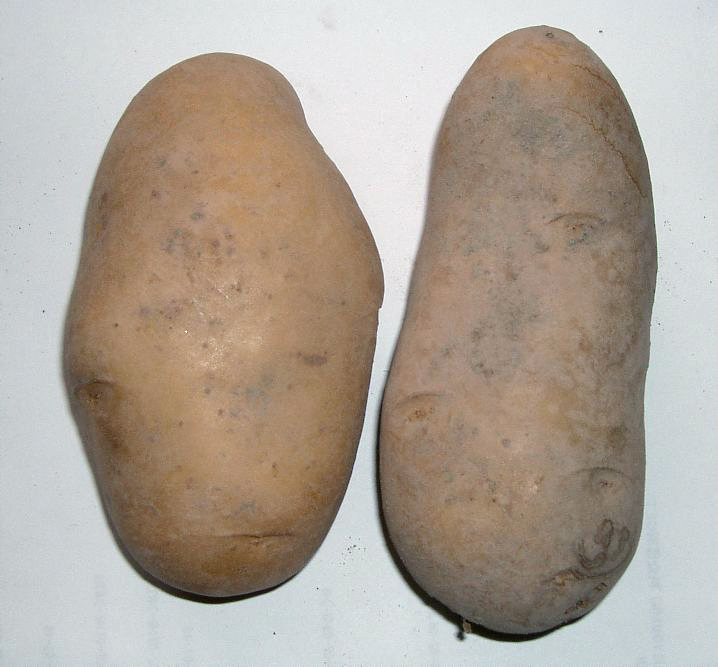
Patata

### Agricoltura
L'agricoltura è, come nel resto della regione, il settore più importante sia per numero di occupati che di aziende. Ampie sono le aree della provincia nella quale l'agricoltura è predominante sul resto del paesaggio, ed ampie sono le coltivazioni tipiche del luogo. Le aree interne, dalle piane alle valli alle aree pedemontane, fino alle valli montane della Sila, si prestano bene a varie forme di produzione agricola, offrendo un ventaglio di prodotti ricco e variegato.

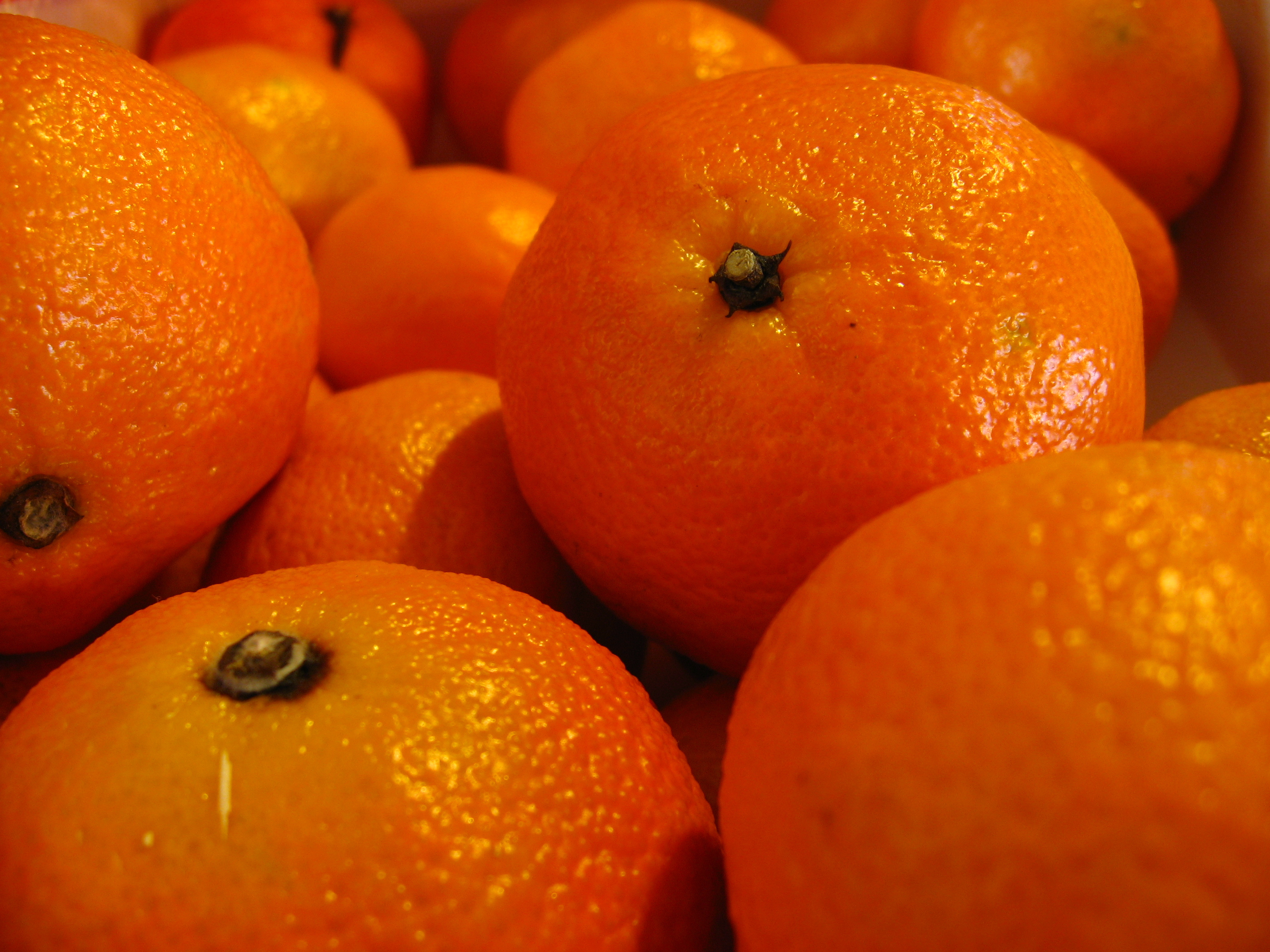
Clementine

Molte son quindi le aree interessate dall'agricoltura. La piana di Sibari è il cuore pulsante di questo settore: gli agrumeti sono il campo primario della piana, che produce circa il 55% delle clementine italiane, fregiate tra l'altro di marchio DOP. Le valli quali la valle del Savuto e la valle del Crati, sono ricche di vigneti e di piantagioni di alberi da frutta. Importanti sono le coltivazioni di ulivo presenti nelle valli, e nelle aree pedemontane ai piedi del Pollino e della Sila, che ben si prestano alla coltivazione dell'ulivo, con distretti alimentari attivi in questo settore, una produzione ottimale con prodotti riconosciuti nel mercato nazionale ed internazionale, come fra i migliori del mondo, così come da alcuni decenni si sono affermati nobili vitigni che garantiscono la produzione di alcuni vini D.O.C. quali il Donnici e il Savuto. Negli anni consorzi agricoli insieme alle varie istituzioni, stanno cercando di ottenere ulteriori marchi IGP e DOP, per alcuni prodotti prettamente indigeni. Ricordiamo fra questi la Clementina di Calabria, e la Patata silana. Molto diffusi sono anche i prodotti caseari, prodotti sia nell'areale della Sila che nella zona di Campotenese ai piedi del Pollino, con la produzione dei prodotti tipici locali, specie del Caciocavallo Silano.

### Pesca ed allevamento

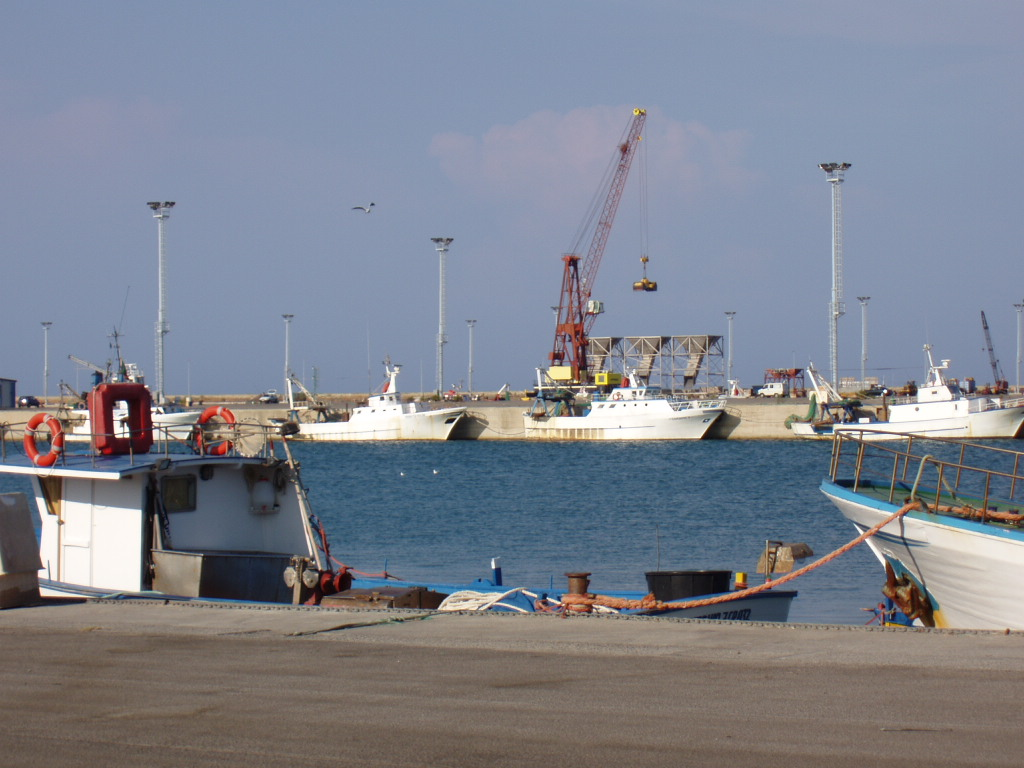
Il porto di Corigliano

Il settore ittico è un settore importante e molto diffuso nell'intera provincia, visto soprattutto il numero consistente di centri urbani, alcuni fra i più grandi dell'intera regione, sviluppati lungo le due coste dello Ionio e del Tirreno.
Fra i centri più importanti di questo settore, vi sono Corigliano-Rossano e Cassano allo Ionio sulla costa ionica, Paola e i paesi dell'alto Tirreno, sul Tirreno.
Per quel che concerne l'allevamento questo è praticamente diffuso su tutto il territorio, dalla costa all'aree montane. In queste ultime aree si concentra maggiormente l'allevamento bovino, mentre nelle zone collinari della provincia e sulla costa è diffuso l'allevamento di ovini e caprini e di animali domestici di razza avicola (polli e tacchini).

### Industria e commercio
L'industria è il settore che più di altri ha avuto nel corso del tempo uno sviluppo a macchia di leopardo su tutto il territorio. Attività industriali di un certo rilievo si trovano solo in alcune aree della provincia, mentre altre aree, specie le zone più interne, che soffrono della carenza di infrastrutture adeguate, presentano attività più che altro artigianali. La provincia è priva di distretti industriali; questo ha comportato la mancanza del know-how necessario ad uno sviluppo industriale con basi più solide su tutto il territorio. Non mancano rilevanti attività industriali, sia nel campo dell'industria alimentare che nei settori di industria pesante (fonderie, e industria chimica), questi ultimi nell'area urbana di Cosenza e nell'area Corigliano-Rossano.
Il settore energetico occupa una parte consistente dell'industria cosentina. Oltre alle centrali idroelettriche realizzate nei primi decenni del secolo scorso, site nei comuni di Acri e San Giovanni in Fiore, e le nuove centrali idroelettriche di Tarsia, vi sono altre infrastrutture energetiche di rilievo, come la centrale a gas di Corigliano-Rossano, di proprietà dell'Enel. Il settore delle fonti energetiche rinnovabili è in crescita, grazie alla creazione di parchi eolici realizzati nella Valle del Crati e nella Piana di Sibari. Il mercato dell'energia nel complesso, è un settore ancora in crescita nella provincia cosentina.

### Terziario e servizi

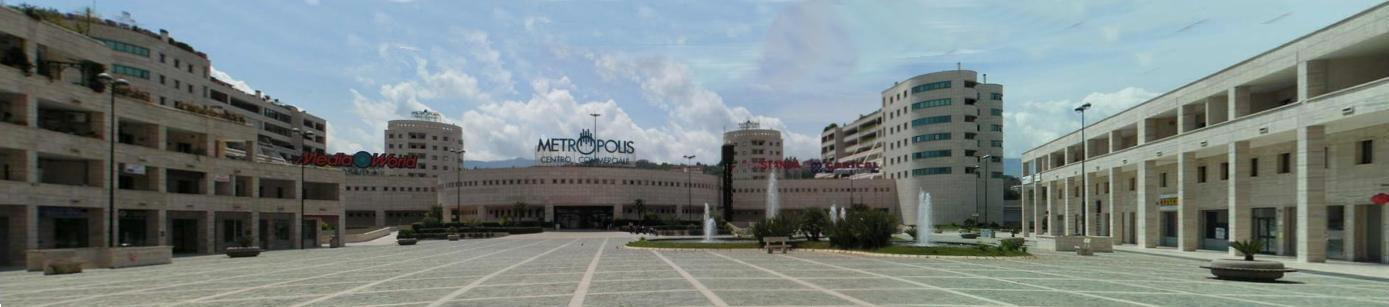
Centro commerciale nell'area urbana di Cosenza

Quello del terziario e dei servizi è il settore più in crescita, conseguente ad un travaso di lavoratori da parte del settore manifatturiero verso questo settore. Il polo urbano di Cosenza con il suo hinterland è il maggiore centro erogatore di servizi. Un secondo polo urbano di una certa importanza è quello di Corigliano-Rossano sulla costa ionica.
Cosenza e il suo hinterland forniscono pressoché tutti i servizi principali della provincia, oltreché servizi avanzati collocati soprattutto nella cittadina di Rende, situata a nord dell’area urbana di Cosenza. I principali centri urbani della provincia offrono comunque tutti i servizi primari necessari per i comprensori territoriali che gravitano intorno ad essi.

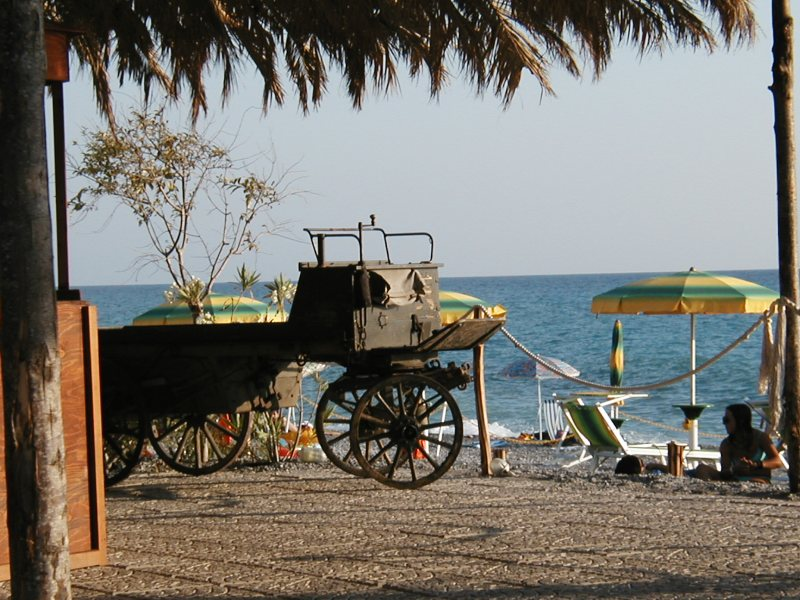
La spiaggia di Paola

Il turismo della provincia di Cosenza è il più variegato fra quello delle province calabresi, poiché all'ormai consolidato turismo estivo delle località marittime e a quello culturale e religioso dei principali centri interni la provincia di Cosenza ha oramai da molti anni acquisito anche un turismo montano pressoché annuale, che, se pur presente nelle altre province calabresi, resta per queste ultime un settore minore rispetto a quello della provincia di Cosenza. La provincia di Cosenza secondo il XV rapporto sul turismo in Calabria è il territorio calabrese che occupa la posizione maggioritaria della domanda turistica regionale con il 38,3% degli arrivi e il 37% delle presenze registrate nel 2017. Nel Report su andamento turistico del 2019 promosso dalla regione Calabria a fronte di 8 820 489 presenze e 1 646 671 arrivi, ben il 42,6% hanno soggiornato nella provincia di Cosenza.
Fra le località marittime più importanti vanno segnalate: Praia a mare, Diamante, Belvedere Marittimo, Scalea, Cetraro, Paola, Fuscaldo, Fiumefreddo Bruzio ed Amantea sulla costa tirrenica. Cariati, Corigliano-Rossano, Sibari, Trebisacce e Mirto sulla costa ionica. I centri urbani culturali e religiosi nelle aree interne sono: Mormanno, Cassano allo Jonio, Castrovillari, Rocca Imperiale, Morano Calabro, Altomonte, Acri, San Giovanni in Fiore, San Marco Argentano, Bisignano e
Orsomarso. Le località turistiche montane più importanti sono: Camigliatello Silano, Lorica, Fago del Soldato e Silvana Mansio.

## Infrastrutture e trasporti

### Linee ferroviarie

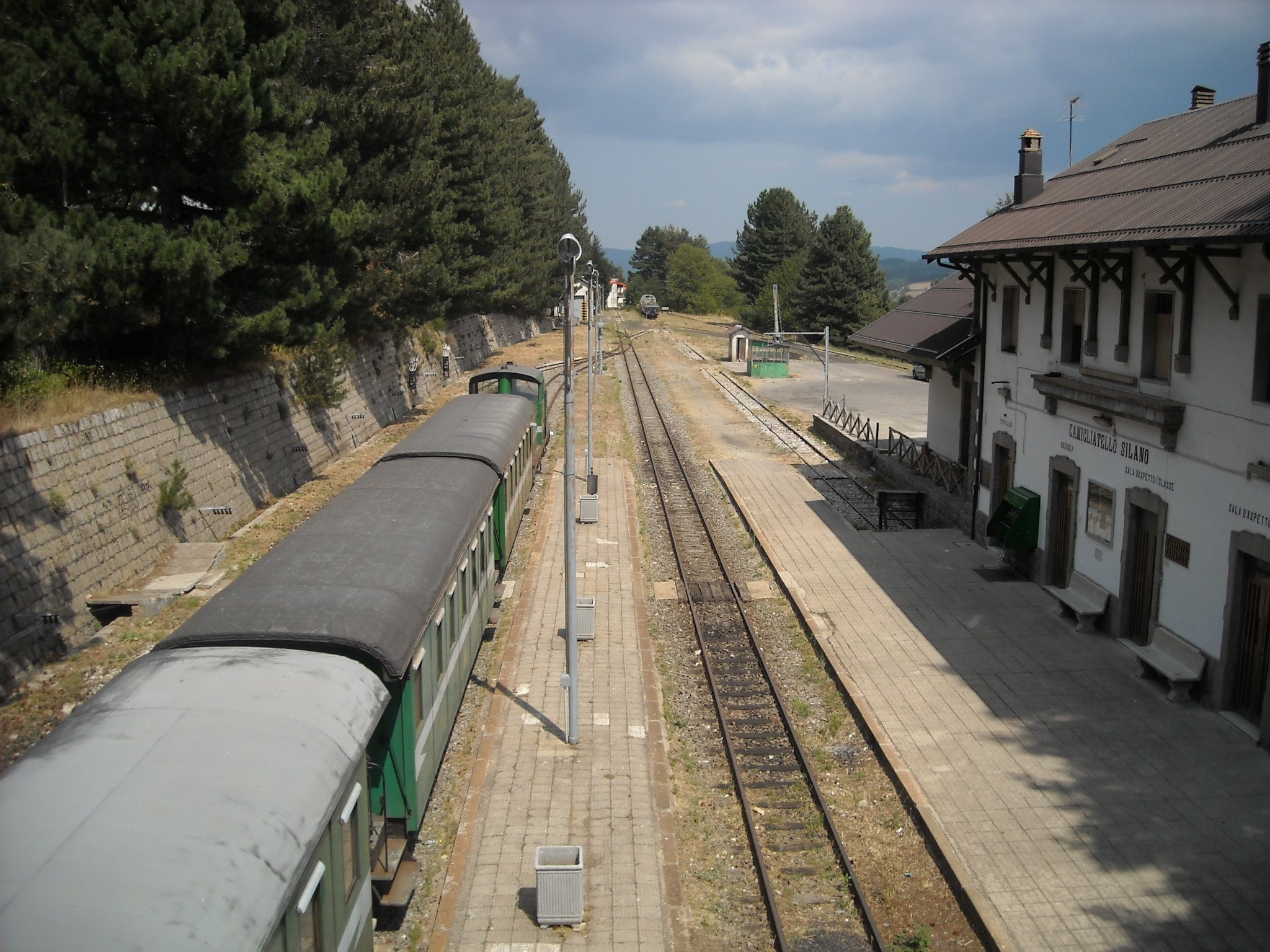
Stazione di Camigliatello Silano

Il sistema ferroviario della provincia si divide in:
- Ferrovie gestite da Ferrovie dello Stato
- Ferrovie gestite da Ferrovie Calabro Lucane

I tratti ferroviari di competenza statale sono i tratti costieri tirrenici e quelli ionici, ed 4 tratti interni. Il primo va dalla stazione di Praja-Ajeta-Tortora a quella di Campora San Giovanni frazione di Amantea, mentre il secondo va dalla stazione di Marina di Rocca Imperiale fino alla stazione di Cariati. I tratti interni sono la Ferrovia Cosenza-Sibari e la Ferrovia Paola-Cosenza.
I tratti di competenza regionali sono la Ferrovia Cosenza-Catanzaro Lido che collega i due capoluoghi, la Ferrovia Cosenza-Camigliatello-San Giovanni in Fiore che è una trasversale.
Inoltre va segnalata una tratta ferroviaria dismessa, ossia la Ferrovia Lagonegro-Castrovillari-Spezzano Albanese.

### Linee stradali
Le principali arterie che attraversano la provincia sono:
- Strada Europea E45
- Autostrada A2 nel tratto che va da Laino Borgo ad Altilia-Grimaldi
- E846 o SS 107 (Paola ↔ Cosenza ↔ Crotone) nel tratto che va da Paola a San Giovanni in Fiore
- Strada statale 18 Tirrena Inferiore  (Napoli ↔ Reggio Calabria) nel tratto che va da Tortora a Campora San Giovanni frazione di Amantea
- Strada statale 19 delle Calabrie  (Battipaglia ↔ Catanzaro) nel tratto che va da Laino Borgo a Colosimi
- Strada statale 106 Jonica (Taranto ↔ Reggio Calabria) nel tratto che va da Rocca Imperiale a Cariati

### Porti e aeroporti

#### Porti
La provincia di Cosenza possiede un reticolare sistema portuale. Fra i porti principali vi sono quello di Corigliano, il più importante nel settore ittico, e quello di Sibari. Quest'ultimo è un porto turistico, chiamato "Laghi di Sibari".

#### Aeroporti
La provincia di Cosenza non ha sul proprio territorio aeroporti attivi. È operativa un'aviosuperficie a Scalea.

## Comuni
Appartengono alla provincia di Cosenza i seguenti 150 comuni:
- Acquaformosa
- Acquappesa
- Acri
- Aiello Calabro
- Aieta
- Albidona
- Alessandria del Carretto
- Altilia
- Altomonte
- Amantea
- Amendolara
- Aprigliano
- Belmonte Calabro
- Belsito
- Belvedere Marittimo
- Bianchi
- Bisignano
- Bocchigliero
- Bonifati
- Buonvicino
- Calopezzati
- Caloveto
- Campana
- Canna
- Cariati
- Carolei
- Carpanzano
- Casali del Manco
- Cassano all'Ionio
- Castiglione Cosentino
- Castrolibero
- Castroregio
- Castrovillari
- Celico
- Cellara
- Cerchiara di Calabria
- Cerisano
- Cervicati
- Cerzeto
- Cetraro
- Civita
- Cleto
- Colosimi
- Corigliano-Rossano
- Cosenza
- Cropalati
- Crosia
- Diamante
- Dipignano
- Domanico
- Fagnano Castello
- Falconara Albanese
- Figline Vegliaturo
- Firmo
- Fiumefreddo Bruzio
- Francavilla Marittima
- Frascineto
- Fuscaldo
- Grimaldi
- Grisolia
- Guardia Piemontese
- Lago
- Laino Borgo
- Laino Castello
- Lappano
- Lattarico
- Longobardi
- Longobucco
- Lungro
- Luzzi
- Maierà
- Malito
- Malvito
- Mandatoriccio
- Mangone
- Marano Marchesato
- Marano Principato
- Marzi
- Mendicino
- Mongrassano
- Montalto Uffugo
- Montegiordano
- Morano Calabro
- Mormanno
- Mottafollone
- Nocara
- Oriolo
- Orsomarso
- Paludi
- Panettieri
- Paola
- Papasidero
- Parenti
- Paterno Calabro
- Pedivigliano
- Piane Crati
- Pietrafitta
- Pietrapaola
- Plataci
- Praia a Mare
- Rende
- Rocca Imperiale
- Roggiano Gravina
- Rogliano
- Rose
- Roseto Capo Spulico
- Rota Greca
- Rovito
- San Basile
- San Benedetto Ullano
- San Cosmo Albanese
- San Demetrio Corone
- San Donato di Ninea
- San Fili
- San Giorgio Albanese
- San Giovanni in Fiore
- San Lorenzo Bellizzi
- San Lorenzo del Vallo
- San Lucido
- San Marco Argentano
- San Martino di Finita
- San Nicola Arcella
- San Pietro in Amantea
- San Pietro in Guarano
- San Sosti
- San Vincenzo La Costa
- Sangineto
- Sant'Agata di Esaro
- Santa Caterina Albanese
- Santa Domenica Talao
- Santa Maria del Cedro
- Santa Sofia d'Epiro
- Santo Stefano di Rogliano
- Saracena
- Scala Coeli
- Scalea
- Scigliano
- Serra d'Aiello
- Spezzano Albanese
- Spezzano della Sila
- Tarsia
- Terranova da Sibari
- Terravecchia
- Torano Castello
- Tortora
- Trebisacce
- Vaccarizzo Albanese
- Verbicaro
- Villapiana
- Zumpano

### Comuni più popolosi
Nella tabella sottostante vengono proposti i comuni con più di 10 000 abitanti, in ordine di popolosità:
| Stemma | Comune                | Residenti | Superficie (km²) | Densità (ab/km²) |
| ------ | --------------------- | --------- | ---------------- | ---------------- |
|        | Corigliano-Rossano    | 73 900    | 345              | 223,48           |
|        | Cosenza               | 63 734    | 37,24            | 1880,96          |
|        | Rende                 | 35 502    | 55               | 642,25           |
|        | Castrovillari         | 22 560    | 130,18           | 173,06           |
|        | Acri                  | 21 230    | 202,04           | 105,33           |
|        | Montalto Uffugo       | 20 795    | 78,43            | 260,55           |
|        | San Giovanni in Fiore | 18 066    | 279,45           | 64,69            |
|        | Cassano all'Ionio     | 17 577    | 154              | 114,16           |
|        | Paola                 | 16 878    | 42               | 401,71           |
|        | Amantea               | 13 934    | 33,16            | 419,84           |
|        | Scalea                | 10 937    | 22,03            | 490,64           |
|        | Bisignano             | 10 484    | 85               | 123,41           |
|        | Cetraro               | 10 128    | 65,67            | 154,43           |
|        | Casali del Manco      | 10 112    | 168,96           | 59,85            |

Carpanzano, con i suoi 212 abitanti è il comune meno popolato della provincia e il secondo meno popolato della Calabria.

### Comunità montane
Le caratteristiche orografiche dei territori della provincia, essendo tendenzialmente montagnosi, hanno incentivato il costituirsi di aggregazioni comunali in comunità montane. Praticamente tutti i centri delle aree più interne fanno parte di comunità montane. Nonostante alcune modifiche avvenute per decreto regionale sull'ordinamento e il riassetto delle comunità montane calabresi, quelle della provincia di Cosenza, sono rimaste pressoché immutate, salvo pochi cambiamenti, come ad esempio, l'esclusione di Trebisacce dalla Comunità montana Alto Ionio.
Le comunità montane della provincia di Cosenza sono:
| Denominazione                                     | Zona geografica | Sede amministrativa       | Mappa                                                                                    |
| ------------------------------------------------- | --- | ------------------------- | ---------------------------------------------------------------------------------------- |
| Comunità montana Alto Jonio                       | Alto Jonio cosentino alle pendici della catena del Pollino al confine con la Basilicata                                                                                                  | Trebisacce                | Mappa della Comunità Montana Alto Jonio nella Provincia di Cosenza                       |
| Comunità montana Appennino Paolano                | La Catena Costiera che separa la Valle del Crati dalla costa Tirrenica calabrese | Paola                     | Mappa della Comunità Montana Appennino Paolano nella Provincia di Cosenza                |
| Comunità montana Dorsale Appenninica Alto Tirreno | Parte terminale della Catena Costiera fino alle pendici sud-est del Massiccio del Pollino                                                                                                | Verbicaro                 | Mappa della Comunità Montana Dorsale Appenninica Alto Tirreno nella Provincia di Cosenza |
| Comunità montana Greca Destra Crati               | Area settentrionale della Sila Greca che scende fino alla Valle del Crati | Acri                      | Mappa della Comunità Montana Greca Destra Crati nella Provincia di Cosenza               |
| Comunità montana Media Valle Crati                | Valle del Crati a nord del capoluogo cinta dalla catena costiera a sinistra e la Sila a destra                                                                                           | Mendicino                 | Mappa della Comunità Montana Savuto nella Provincia di Cosenza                           |
| Comunità montana del Pollino                      | Dorsale meridionale della catena del Pollino versante calabrese, che abbraccia molti paesi di lingua Arbëreshë                                                                           | Castrovillari             | Mappa della Comunità Montana Pollino nella Provincia di Cosenza                          |
| Comunità montana Savuto                           | Valle del Savuto | Santo Stefano di Rogliano | Mappa della Comunità Montana Media Valle Crati nella Provincia di Cosenza                |
| Comunità montana Serre Cosentine                  | Aree e paesi facente parte delle Serre Calabresi posti a sud di Cosenza al confine con la Provincia di Catanzaro                                                                         | Rogliano                  | Mappa della Comunità Montana Serre Cosentine nella Provincia di Cosenza                  |
| Comunità montana Sila Greca                       | La parte orientale della Sila Greca, fino ad abbracciare i comuni che scendono sullo ionio                                                                                               | Corigliano-Rossano        | Mappa della Comunità Montana Sila Greca nella Provincia di Cosenza                       |
| Comunità montana Silana                           | Cuore della Sila Grande, comprendente le principali vette quali Botte Donato e Montenero, e i principali villaggi turistici dell'acrocoro calabrese, quali Camigliatello Silano e Lorica | Spezzano Piccolo          | Mappa della Comunità Montana Silana nella Provincia di Cosenza                           |
| Comunità montana Unione delle Valli               | Area posta fra l'Appennino meridionale e l'Appennino calabrese, che congiunge il Pollino con la Catena Costiera                                                                          | Malvito                   | Mappa della Comunità Montana Unione delle Valli nella Provincia di Cosenza               |

### Aree urbane

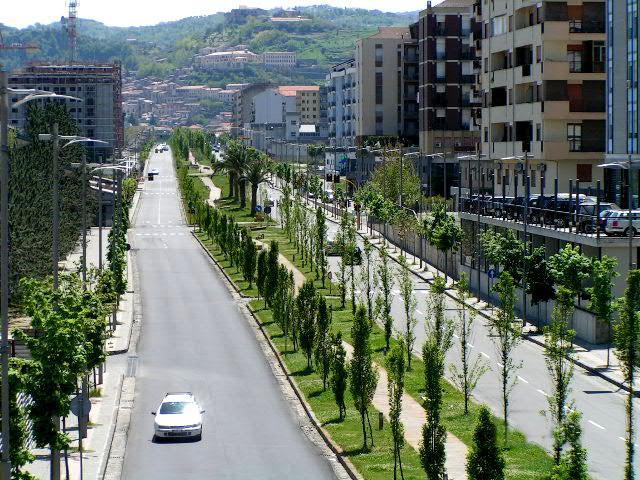
Un tratto di Viale Parco "Giacomo Mancini". L'arteria collega Cosenza con Rende e Montalto Uffugo

Nell'area urbana cosentina (comprendente i territori conurbati di Cosenza, Rende e Castrolibero)  i residenti sono circa 120 000 (dati del 2018). Mentre nell'area vasta (comprendente un più ampio settore del territorio provinciale) secondo uno studio dell'Istituto nazionale di statistica del 2015 risiedono circa 260 000 abitanti; entrambe non costituiscono un ente giuridico-amministrativo unitario. Nell'ambito dell'area urbana vasta, i comuni di Cosenza, Rende (con il parco industriale di Rende), Montalto Uffugo, Castrolibero, Mendicino e Dipignano rientrano nel Piano strategico Cosenza-Rende e area urbana 2020.

## Sport

### Calcio

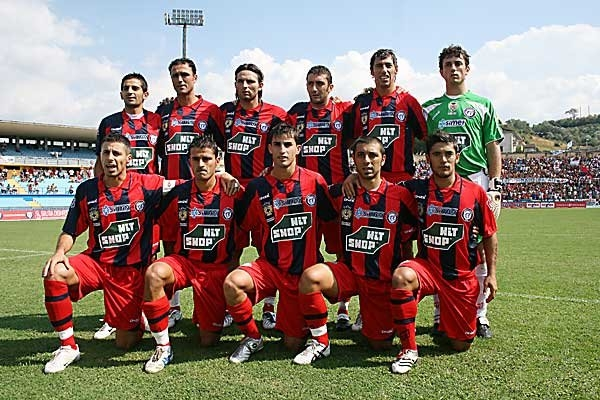
Il Cosenza Calcio nella stagione 2008-2009

Nessuna squadra appartenente a un comune della provincia ha disputato la massima categoria calcistica. La squadra di maggior blasone è il Cosenza Calcio, che conta 26 stagioni disputate in Serie B. Altre squadre calcistiche di rilievo sono il Rende Calcio e il Castrovillari Calcio, che hanno giocato nei campionati di Serie C e Serie C2.

### Calcio a cinque
La principale squadra di calcio a 5 è la Pirossigeno Cosenza, che milita in Serie A.

### Pallavolo
La più importante squadra di pallavolo in provincia è la Volley Corigliano, formazione che ha militato in Serie A1.

### Pallanuoto
La principale società nel è l’Associazione Sportiva Cosenza Nuoto, la cui squadra maschile milita nel campionato di Serie C, con un lungo passato tra A1 e A2. La squadra femminile, invece, partecipa attualmente al massimo campionato nazionale di Serie A1.

### Impianti sportivi
L'impianto sportivo più capiente della provincia è lo Stadio San Vito-Gigi Marulla di Cosenza, con 21.000 posti a sedere;
altri impianti sportivi a Cosenza sono il PalaFerraro sito in via Popilia, il Palazzetto dello sport di via Casali e il Palazzetto dello sport di Donnici.
In provincia i maggiori impianti sportivi sono:

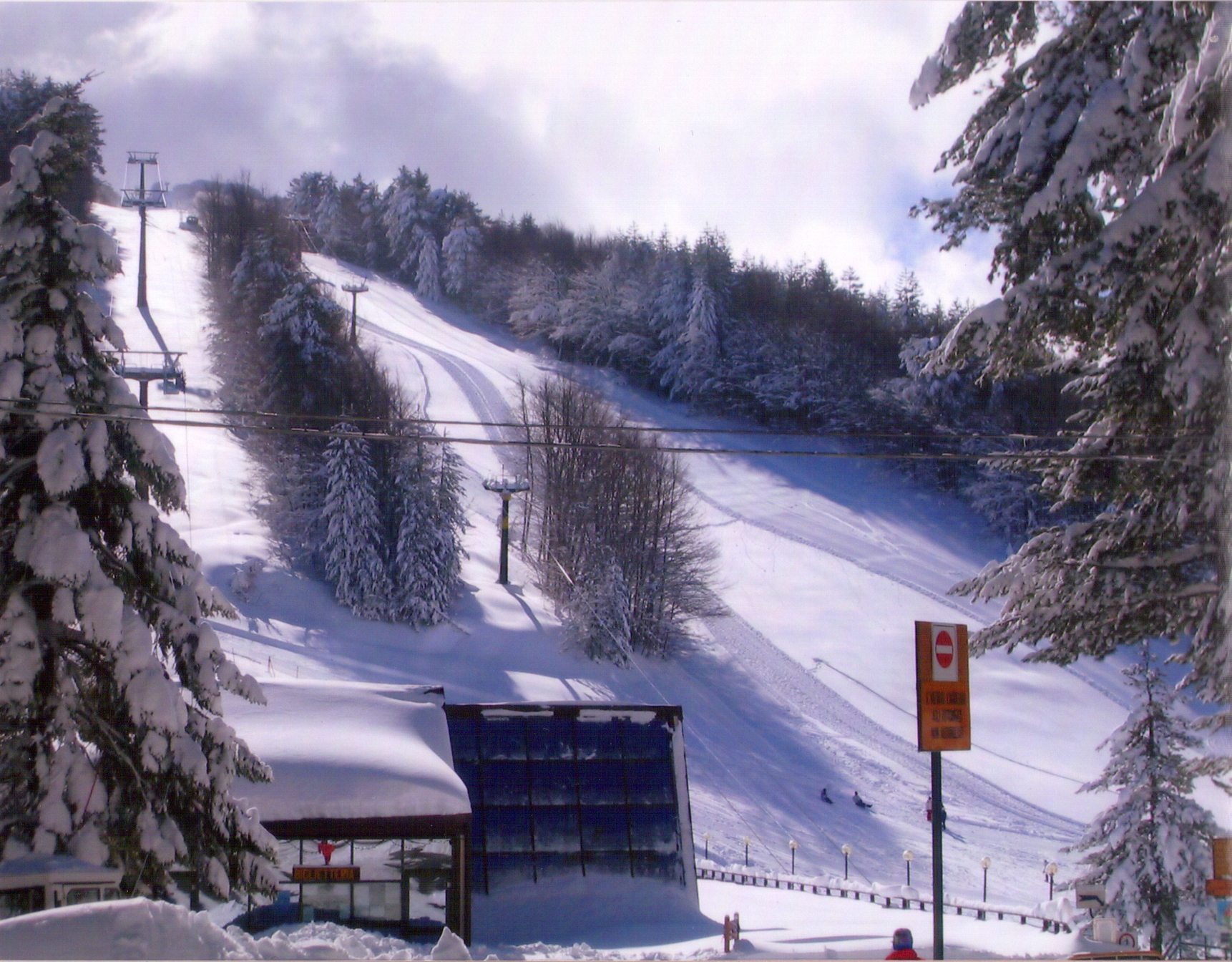
Ovovia di Camigliatello Silano

- lo Stadio Marco Lorenzon di Rende, avente una capienza di 5.000 posti a sedere;
- Il palazzetto PalaCorigliano da 3.100 posti;
- lo Stadio Mimmo Rende di Castrovillari da 2.800 posti;
- I due stadi comunali di Corigliano-Rossano da 2.500 posti e 2.300 posti;

La provincia accoglie sul proprio territorio alcune località sciistiche, le più importanti delle quali, realizzate sull'altopiano della Sila. Queste sono:
- gli impianti di risalita, per la pratica dello sci da discesa, di Botte Donato, presso Lorica, e di Monte Curcio, presso Camigliatello Silano;
- i centri per la pratica dello sci di fondo a Carlomagno nel comune di San Giovanni in Fiore, e a Monte Scuro nel comune di Spezzano della Sila.